# فهرست مربیان باشگاه فوتبال استقلال تهران

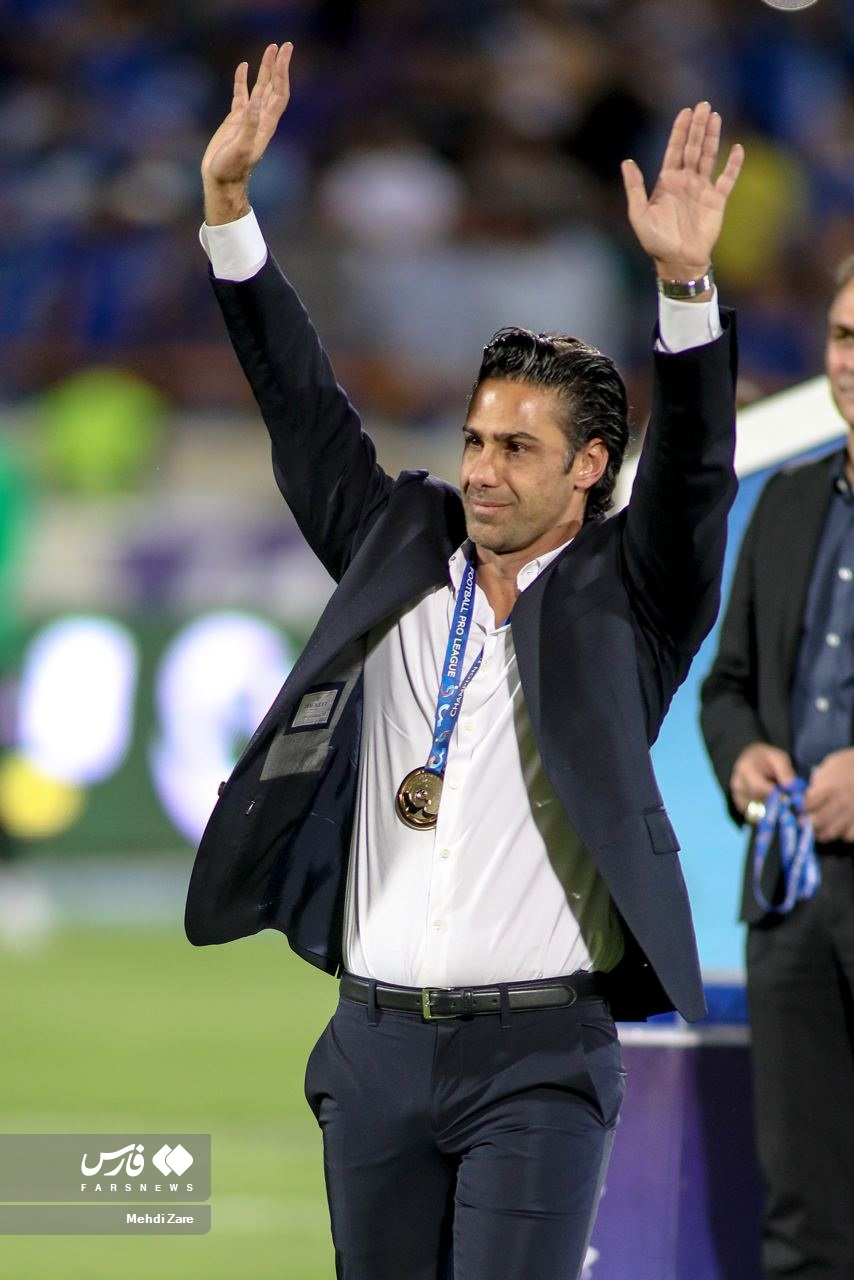
فرهاد مجیدی، آخرین سرمربی استقلال که فاتح لیگ برتر خلیج فارس شد.

فهرست مربیان باشگاه فوتبال استقلال، نام تمامی مربیانی را در بر می‌گیرد که در تاریخ باشگاه استقلال، سرمربی این تیم بوده‌اند. استقلال یک باشگاه حرفه‌ای فوتبال از شهر تهران است که در ۴ مهر ۱۳۲۴ با نام «کلوب دوچرخه‌سواران» تأسیس شد و سپس در ۲۲ بهمن ۱۳۲۸ با تصمیم هیئت مدیره نام خود را به «تاج» تغییر داد. با پیروزی انقلاب ایران در سال ۱۳۵۷ باشگاه تاج قصد تغییر نام داشت که در فروردین ۱۳۵۸ نام استقلال برگزیده شد.
نخستین مربی باشگاه علی دانایی‌فرد از مؤسسان تیم فوتبال کلوب دوچرخه‌سواران و از نخستین بازیکنان این تیم نیز بود. دانایی‌فرد از ۱۳۲۴ تا ۱۳۵۵ طی چهار نوبت و در مجموع به مدت ۲۴ سال پست مربی‌گری باشگاه را بر عهده داشت. وی در سال‌های نخستین به عنوان بازیکن–مربی در تیم به فعالیت پرداخت. منصور پورحیدری از ۱۳۵۸ تا ۱۳۸۲ در ۹ نوبت مختلف مربی باشگاه شده و از این لحاظ میان تمام مربیان دیگر باشگاه رکورد دار است، وی بارها و بارها در شرایطی که باشگاه به مربی نیاز داشت به کمک تیم آمد به گونه‌ای که وی را «پدر استقلال» نیز می‌نامند.
نخستین مربی خارجی باشگاه زدراکو رایکوف از کشور یوگسلاوی بود، وی باشگاه را به مدت هفت سال هدایت کرد و نخستین افتخار بین‌المللی باشگاه و یک باشگاه فوتبال ایرانی در زمان مربی‌گری وی به دست آمد. پس از وی شش مربی خارجی دیگر در هفت نوبت مختلف هدایت باشگاه را بر عهده گرفتند. در این میان آلمانی‌ها با سه مرتبه مربی‌گری رکورددار هستند. از لحاظ تعداد جام‌های کسب شده با استقلال دانایی‌فرد و پورحیدری به ترتیب با ۱۳ و ۸ جام رکورد دار هستند. در میان مربیان خارجی نیز رایکوف با کسب ۵ عنوان قهرمانی بیشترین جام قهرمانی را کسب کرده. رایکوف و پورحیدری همچنین تنها مربیان استقلال هستند که توانسته‌اند عنوان‌های قهرمانی بین‌المللی با تیم کسب کنند؛ قهرمانی در مسابقات باشگاهی قهرمانی آسیا ۱۹۷۰ با رایکوف و قهرمانی در جام باشگاه‌های آسیا ۹۱–۱۹۹۰ با پورحیدری این دو عنوان هستند. در میان مربیان استقلال مربیانی نیز بوده‌اند که برای دوره‌هایی کوتاه، حتی چند روز در این تیم حاضر بودند و بدون مربی‌گری حتی در یک بازی از سمت خود کنار رفته‌اند همچون فریدون عسگرزاده که در ۱۳۶۳ به مدت ۱۵ روز مربی استقلال بود یا حسن حبیبی که در ۱۳۶۴ برای ۴۵ روز هدایت استقلال را بر عهده داشت.
در مجموع و از اسفند ۱۳۲۴ تا کنون ۴۶ مربی مختلف در ۷۵ نوبت پست مربی‌گری استقلال را بر عهده گرفته‌اند و در حال حاضر ریکاردو سا پینتو سرمربی استقلال است.

## پیشینه

### ۱۳۴۸–۱۳۲۴: دوران علی دانایی‌فرد

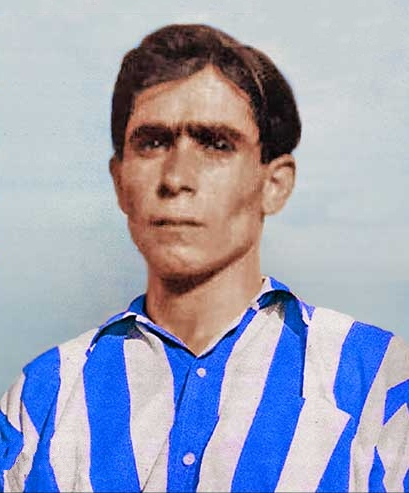
علی دانایی‌فرد نخستین مربی تاریخ باشگاه استقلال بود؛ او رکورددار دوران مربی‌گری به مدت ۲۲ سال و رکورددار تعداد جام‌های برده با ۱۳ جام رسمی است.

نخستین مربی باشگاه علی دانایی‌فرد بود. وی که از مؤسسان تیم فوتبال کلوب دوچرخه‌سواران و در چند سال نخست بازیکن تیم نیز بود تا سال ۱۳۳۲ به مدت شش سال مربی‌گری تیم اصلی و تیم‌های پایه را بر عهده داشت. در این مدت تیم نامش را به تاج تغییر داد و مالکیت آن نیز به پرویز خسروانی رسید. تاج در این شش فصل با مربی‌گری دانایی‌فرد در دوازده جام رسمی شرکت کرد و توانست برنده ۴ جام، دو جام حذفی تهران و ۲ جام قهرمانی باشگاه‌های تهران، شود. در سال ۱۳۳۲ خسروانی با تعدادی از بازیکنان و همچنین دانایی‌فرد مربی تیم به اختلاف خورد و این اختلاف باعث شد دانایی‌فرد به همراه آن بازیکنان تاج را ترک کردند و رسول مددنوعی جانشینش شد. مددنوعی مربی‌گری تاج را به مدت یک سال بر عهده داشت و تیم را در دو جام حذفی و قهرمانی تهران ۱۳۳۲ هدایت کرد اما نتوانست مقام قهرمانی را کسب کند. تاج در مسابقات قهرمانی تهران چهارم و در جام حذفی در مرحله نیمه‌نهایی حذف شد. سال بعد با حل اختلافات بین خسروانی و دانایی‌فرد وی دوباره به تیم تاج بازگشت و جای مددنوعی را گرفت.
از ابتدای فصل ۱۳۳۳ دانایی‌فرد به مدت سیزده سال بی‌وقفه مربی‌گری تاج را بر عهده داشت تا صاحب رکورد طولانی‌ترین دوران مربی‌گری در پیشینه این تیم شود. این دوران برای تاج و دانایی‌فرد بسیار موفقیت‌آمیز بود، به ویژه در دهه ۱۳۳۰ خورشیدی که تاج ۵ بار مسابقات قهرمانی تهران، ۲ بار جام حذفی تهران و ۱ بار جام قهرمانی فوتبال ایران را از آن خود کرد از جمله قهرمانی دوگانه در حذفی و لیگ تهران در فصل ۳۸–۱۳۳۷ و فصل ۴۰–۱۳۳۹؛ در فصل ۳۷–۱۳۳۶ تاج به دنبال قهرمانی در مسابقات قهرمانی باشگاه‌های تهران ۱۳۳۶ به عنوان نماینده تهران در جام قهرمانی ایران شرکت کرد و توانست آن عنوان را در سال ۱۳۳۶ از آن خود کند. با آغاز دهه ۱۳۴۰ خورشیدی دوران پیشتازی تاج در مسابقات تهران به پایان رسید، قدرت گرفتن دوباره رقبایی همچون شاهین و دارایی، ظهور تیم نوین پاس در سطح اول تهران و مسن شدن ستارگان اصلی تیم از جمله دلایل این امر بودند و تاج در چند فصل پیاپی از مقام قهرمانی به دور ماند. بدین ترتیب دانایی‌فرد در ابتدای فصل ۴۸–۱۳۴۷ جای خود را به محمود بیاتی داد. در مدت مربی‌گری بیاتی در تاج وی تیم را در مسابقات جام حذفی ۱۳۴۷ تهران هدایت کرد اما نتوانست مقامی در این جام کسب کند. سپس در مرحله دسته‌بندی مسابقات قهرمانی باشگاه‌های تهران ۴۸–۱۳۴۷ در پاییز ۱۳۴۷ تیم را هدایت کرد. بعد از این مسابقات بیاتی به عنوان سرمربی تیم ملی فوتبال ایران برگزیده شد و این باعث شد تا وی از تاج برود و ایران را در جام ملت‌های آسیا ۱۹۶۸ به مقام قهرمانی رساند. به این ترتیب دانایی‌فرد برای سومین مرتبه به عنوان سرمربی تاج انتخاب شد. تاج در این زمان با مربی‌گری دانایی‌فرد در ادامه مسابقات قهرمانی تهران ۴۸–۱۳۴۷ شرکت کرد و توانست با پیروزی در برابر پاس در دیدار فینال مقام قهرمانی را از آن خود کنند. با آغاز فصل ۱۳۴۸ و در آبان ۱۳۴۸ برای اولین بار تاج در مسابقات جام میلز هند شرکت کرد و توانست جام قهرمانی را از آن خود کند تا برای نخستین بار یک تیم ایرانی بتواند در خارج از مرزهای ایران قهرمان یک جام بین‌المللی شود. سپس و در پاییز و زمستان ۱۳۴۸ دانایی‌فرد تاج را در مسابقات قهرمانی باشگاه‌های تهران ۱۳۴۸ هدایت کرد اما تاج پس از تیم تازه تأسیس پیکان که با استفاده از ستارگان اصلی تیم تعطیل شده شاهین بسیار قدرتمند شده بود در رتبه دومی جای گرفت. با پایان مسابقات قهرمانی تهران در اسفند ۱۳۴۸ و با انتخاب خسروانی زدراکو رایکوف که از ۱۳۴۷ برای مربی‌گری در تیم ملی بزرگسالان و جوانان ایران به به ایران آمده بود به عنوان سرمربی جدید تیم جانشین دانایی‌فرد شد. بدین ترتیب در اسفند ۱۳۴۸ دوران طولانی مربی‌گری دانایی‌فرد در تاج پایان یافت و با انتخاب یک مربی خارجی تیم تاج وارد دوران نوینی شد.

### ۱۳۵۷–۱۳۴۹: رایکوف و جکیچ

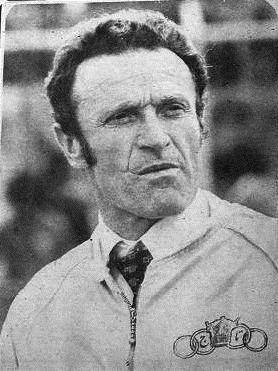
زدراکو رایکوف، نخستین مربی خارجی تاریخ باشگاه استقلال، وی پنج قهرمانی رسمی با باشگاه کسب کرد، از جمله نخستین قهرمانی در آسیا

رایکوف نخستین مربی خارجی باشگاه و نخستین خارجی‌ای بود که مربی‌گری یک تیم باشگاهی ایرانی را بر عهده گرفت. وی که برای مربی‌گری در تیم‌های ملی به ایران آمده بود با پایان قراردادش با فدارسیون فوتبال، در ایران ماند و در اواخر سال ۱۳۴۸ با تاج قرارداد بست. وی به سرعت تاج را برای حضور در رقابت‌های قهرمانی باشگاه‌های آسیا ۱۹۷۰ که در فروردین ۱۳۴۹ به میزبانی تهران و در ورزشگاه امجدیه برگزار می‌شد آماده کرد. در این راه وی نخست تعدادی از بازیکنان مسن را کنار گذاشت و جوانانی را جایگزین آن‌ها کرد. سپس با حضور تعدادی یار کمکی تاج را در راه قهرمانی در آسیا رهنمون کرد. بعد از قهرمانی در بهار سال ۱۳۴۹ رایکوف و تاج در زمستان همان سال قهرمان جام منطقه‌ای ۱۳۴۹ شدند تا تاج نخستین جام باشگاهی سراسری ایران را از آن خود کند. در ادامه رایکوف توانست دو قهرمانی در جام باشگاه‌های تهران ۵۰–۱۳۴۹ و ۱۳۵۱ و یک قهرمانی دیگر در ایران در جام تخت جمشید ۱۳۵۳ را با تیم تاج کسب کند. بدین ترتیب از سال ۱۳۴۹ تا ۱۳۵۵ تاج و رایکوف در دوازده جام رسمی شرکت کردند و توانستند پنج تای آن‌ها را از آن خود کنند تا دوران مربی‌گری وی دوره‌ای پردستاورد در تاریخ تاج باشد. اما دوران موفقیت‌آمیز رایکوف با تاج پایان یافت: تاج در جام تخت جمشید ۱۳۵۴ به مقام چهارمی بسنده کرد. این نخستین باری بود که تاج در میان سه تیم اول رقابت‌های باشگاهی ایران جایی نداشت. سال بعد نیز مقام نازل چهارمی تکرار شد و تاج در همین سال در نخستین دوره جام حذفی ایران در همان مرحله نخست حذف شد. بدین ترتیب در اواخر فصل و در حالی که تنها چهار بازی به پایان فصل مانده بود رایکوف از سمت خود برکنار شد. ناتوانی رایکوف در کنترل ستاره‌های تاج که تقریباً تمامی‌شان ملی‌پوش نیز بودند از دلایل اصلی این نتایج ضعیف برشمرده شده‌اند.
بعد از یک دوره کوتاه که علی دانایی‌فرد به‌طور موقت هدایت تاج را بر عهده داشت ولادمیر جکیچ مربی تاج شد تا سنت حضور مربیان خارجی در تاج باز هم ادامه یابد. جکیچ در نخستین فصل حضورش دست به جوان گرایی زد و تاج را ترکیبی از جوانان جویای نام به میدان‌ها فرستاد. جکیچ برای دستیاری‌اش نیز یک مربی بسیار جوان، منصور پورحیدری بازیکن پیشین تاج را انتخاب کرد. تیم تاج با وجود پیروزی‌های خوب و پرگل برابر رقبای اصلی همچون پرسپولیس، شهباز و پاس در مقابل تیم‌های ضعیف جدول امتیازات فراوانی از دست داد و در نهایت برای سومین فصل پیاپی به مقام چهارمی بسنده کرد. فصل بعد برای تاج بهتر دنبال شد و در جالی که تاج با یک امتیاز کمتر در تعقیب شهباز صدرنشین بود با نزدیک شدن حوادث انقلاب ۱۳۵۷ جام تخت جمشید ۱۳۵۷ نیمه‌کاره رها شد و جکیچ و دستیارش پورحیدری چندی بعد ایران را ترک کردند تا در امارت متحده عربی به مربی‌گری بپردازدند. تاج در این فصل در دومین دوره جام حذفی ایران شرکت کرد و توانست مقام قهرمانی آن را از آن خود کند تا آخرین جام سراسری فوتبال ایران پیش از انقلاب ۱۳۵۷ به جکیچ و یارانش برسد.

### ۱۳۸۲–۱۳۵۸: عصر منصور پورحیدری

منصور پورحیدری در دهه ۱۳۶۰ بارها هدایت استقلال را بر عهده گرفت و تمام عناوین قهرمانی استقلال در این دهه با مربی‌گری وی به دست آمد.

با پیروزی انقلاب ثبات و آرامش از نیمکت باشگاه رخت بر بست به گونه‌ای که طی یازده سال نخست پس از پیروزی انقلاب هجده بار پست مربی‌گری بین مربیان مختلف دست به دست شد. سال ۱۳۵۸ تاج که با نام نوین استقلال در فوتبال ایران حاضر شده بود با مربی‌گری عباس رضوی در رقابت‌های جام شهید اسپندی شرکت کرد اما استقلال در آن بازی‌ها نتایج خوبی کسب نکرد و در مرحله دوم حذف شد. نتایج نه چندان رضایت بخش استقلال با رضوی در ادامه سال ۱۳۵۸ باعث شد تا وی در آن سال جای خود را به‌طور موقت به پورحیدری بدهد و وی استقلال را در رقابت‌های نیمه‌تمام جام باشگاه‌های تهران ۱۳۵۹ هدایت کرد اما سال بعد رضوی مجدداً به عنوان سرمربی استقلال برگزیده شد و استقلال را در رقابت‌های جام باشگاه‌های تهران ۱۳۶۰ هدایت کرد و سپس جای خود را به حسن عضدی داد. بدین ترتیب استقلال وارد سال ۱۳۶۱ شد و در این سال نیز سه مربی مختلف، عضدی، شرفی، عضدی برای بار دوم و ناصر حجازی (موقت) را بر روی نیمکت خود دید. حجازی در این سال برای نخستین بار به عنوان مربی استقلال به فعالیت پرداخت اما در همین زمان دروازه‌بان و کاپیتان تیم نیز بود تا بعد از سال‌های دهه ۱۳۲۰ و مربی‌گری و بازیکنی همزمان علی دانایی‌فرد برای دومین مرتبه یک مربی همزمان بازیکن تیم نیز باشد. سال ۱۳۶۲ استقلال با مربی‌گری پورحیدری وارد رقابت‌های جام باشگاه‌های تهران ۱۳۶۲ شد و با فتح این جام نخستین عنوان رسمی خود بعد از انقلاب ۱۳۵۷ را کسب کرد. سال بعد و با نیمه‌تمام ماندن رقابت‌های جام باشگاه‌های تهران ۱۳۶۳ پورحیدری جای خود را به عسگرزاده داد اما وی نیز به سرعت جایش را به حجازی داد تا وی باز هم به عنوان مربی و بازیکن در استقلال فعال باشد. با آغاز سال ۱۳۶۴ حسن حبیبی به عنوان مربی مشغول به کار شد اما وی بدون این‌که استقلال را حتی در یک بازی هدایت کند جای خود را به پورحیدری داد و استقلال با مربی‌گری وی در مسابقات جام باشگاه‌های تهران ۱۳۶۴ شرکت کرد و باز هم توانست عنوان قهرمانی را از آن خود کند اما در پایان این سال پورحیدری با دستور مستقیم سازمان تربیت بدنی از کار خود برکنار شد و رضوی جانشین وی شد ولی خود او هم در پایان این سال جایش را دوباره به پورحیدری داد تا دست به دست شدن نیمکت استقلال بدون روال خاصی ادامه داشته باشد. پورحیدری تا سال ۱۳۶۷ استقلال را هدایت کرد اما در هیچ‌یک از مسابقات موفق به کسب عنوان قهرمانی نشد. در این سال‌ها برگزاری جام حذفی ایران مجدداً در دستور کار قرار گرفت تا استقلال بعد از سال‌ها حضور در مسابقات استانی در مسابقات سراسری نیز حاضر شود. استقلال بازیهای سال ۱۳۶۷ را با هدایت محمد رنجبر شروع کرد و بعد از ۵ بازی غلامحسین مظلومی جای در ادامه بازیهای جام باشگاه‌های تهران ۱۳۶۷ و جام حذفی ایران ۶۸–۱۳۶۷ تیم را هدایت کرد اما موفقیتی کسب نکرد. مظلومی در ابتدای سال ۱۳۶۸ از کار کنار رفت و محمد صلاحی و سپس‌تر کامبیز جمالی و پورحیدری جایگزینش شدند تا نیمکت استقلال در سال ۱۳۶۸ چهار مربی مختلف را تجربه کند.

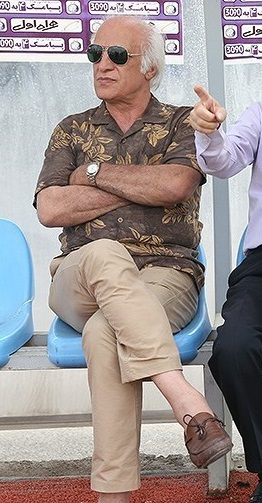
نصرالله عبداللهی، مربی استقلال در سال ۱۳۷۳

در سال ۱۳۶۸ تغییرات کلی‌ای در ساختار ورزش و فوتبال ایران پدید آمد ، به عنوان مثال در این سال و بعد از بیش از یک دهه برای نخستین بار مسابقات باشگاهی سراسری تحت عنوان جام قدس ۶۹–۱۳۶۸ برگزار شد. با تغییرات سازمان تربیت‌بدنی، مالک باشگاه استقلال، مدیریت این تیم نیز دستخوش تغییر و تحول شد و در اثر این تغییرات پست مربی‌گری استقلال از دگرگونی‌های پیاپی رهایی یافت و پورحیدری به مدت چهار فصل مربی‌گری استقلال را بر عهده گرفت. این چهار فصل دوران درخشانی را برای استقلال رقم زدند و استقلال که قهرمان جام قدس ۶۹–۱۳۶۸ شده بود به عنوان نماینده ایران در جام باشگاه‌های آسیا ۹۱–۱۹۹۰ شرکت کرد و توانست برای دومین مرتبه قهرمان ایران شود. در سال ۱۳۷۰ استقلال در سه جام مختلف شرکت کرد ولی تنها در جام باشگاه‌های تهران ۱۳۷۰ قهرمان شد و در جام آزادگان ۷۱–۱۳۷۰ دوم شد. همچنین برای دومین بار پیاپی استقلال تا فینال جام باشگاه‌های آسیا ۱۹۹۱ صعود کرد اما در گام آخر در ضربات پنالتی مغلوب الهلال از عربستان سعودی شد و به مقام نایب قهرمانی بسنده کرد. بدین ترتیب استقلال در طی چهار فصل سه عنوان قهرمانی کسب کرد، مربی‌گری خوب پورحیدری، ثبات مدیریت و جمع‌آوری تعدادی از بهترین بازیکنان فوتبال ایران در آن سال‌ها از دلایل این موفقیت شمرده شده‌اند. این دوران موفقیت‌آمیز استقلال با پورحیدری به سرعت خاتمه یافت، وی که سال‌ها به عنوان مربی استقلال در خدمت این تیم بود و حتی لقب پدر استقلال را نیز به دست آورده بود در آغاز فصل ۱۳۷۱ برای سر و سامان دادن به زندگی شخصی‌اش از مربی‌گری استقلال کناره گرفت و مدیران استقلال در انتخابی عجیب بیژن ذوالفقارنسب را جایگزین وی کردند. وی نخستین مربی ایرانی استقلال بود که سابقه بازیکنی در این تیم را نداشت. فصل ۱۳۷۱ برای استقلال موفقیت‌آمیز نبود و استقلال در گروه اول جام آزادگان ۱۳۷۱ سوم و در جدول کلی آن جام پنجم شده بود اما به دلیل سهمیه‌بندی استانی مسابقات برای کسب سهمیه استان تهران برای مسابقات سال بعد در مسابقات سوپرجام تهران ۱۳۷۱ شرکت کرد و به دنبال عدم نتیجه‌گیری در آن مسابقات و به دلیل پر بودن سهمیه استان تهران در لیگ دسته دوم به دسته سوم جام آزادگان فرستاده شد تا یکی از بدترین دوره‌های تاریخ استقلال رقم بخورد. مربی‌گری ضعیف و مهاجرت و مصدومیت بسیاری از ستاره‌ای اصلی استقلال از دلایل اصلی این عدم نتیجه‌گیری شمرده شده‌اند. سال بعد ذوالفقارنسب از کار خود برکنار شد و یوگنی سکوموروخوف جایگزینش شد تا برای نخستین بار پس از چهارده سال یک خارجی دیگر ، این بار یک روس مربی استقلال شود. بسیاری از ستاره‌های استقلال که از آن تیم به تیم‌های دیگر رفته بودند نیز به استقلال بازگشتند و استقلال توانست با قهرمانی در مسابقات دسته سوم جام آزادگان و برای بازپس‌گیری سهمیه استان تهران پای به رقابت‌های سوپر جام تهران ۱۳۷۳ بگذارد. در این زمان نعلچگر جایگزین سکوموروخوف شد و استقلال را قهرمان آن رقابت‌ها کرد. اما خود وی بعد از گذشت تنها سه هفته از آغاز جام آزادگان ۱۳۷۳ جایش را به یک مربی روس دیگر، لئونید بیلفسکی داد. بیلفسکی با نتایجی پر نوسان در میانه‌های فصل از کار برکنار شد و نصرالله عبداللهی جایش را گرفت و استقلال را در دیدار نهایی آن مسابقات هدایت کرد اما در گام آخر مغلوب سایپا شد تا به عنوان دومی رضایت دهد. فصل بعد و بعد از سپری شدن تنها دو هفته از مسابقات جام آزادگان ۱۳۷۴ پورحیدری باز هم هدایت استقلال را بر عهده گرفت و توانست استقلال را قهرمان جام حذفی ۷۵–۱۳۷۴ کند تا استقلال بعد از چهار فصل غیبت در رقابت‌های آسیایی پای به آوردگاه جام برندگام جام ۹۷–۱۹۹۶ بگذارد.

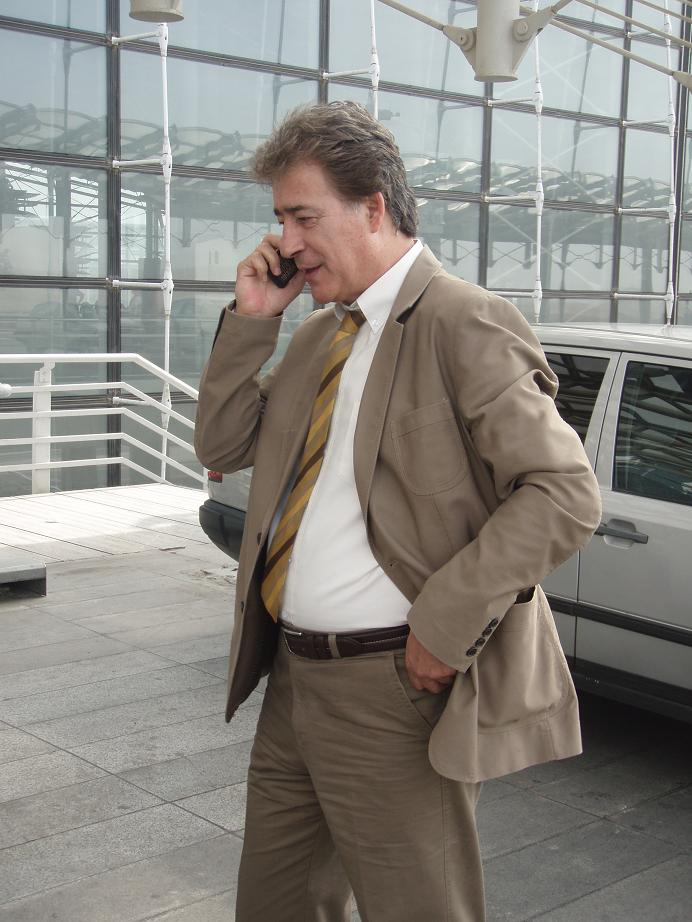
ناصر حجازی طی سه دهه ۱۳۶۰ تا ۱۳۸۰ در مجموع در چهار نوبت مختلف بر روی نیمکت مربی‌گری استقلال نشست.

سال بعد استقلال هم در مدیریتش و هم در پست سرمربی‌گری تغییرات بزرگی را به خود دید، استقلال در مهر ۱۳۷۵ بعد از هفت سال شکست ناپذیری در بازی شهرآورد تهران به رقیبش پرسپولیس، باخت، از نتایج این شکست جایگزینی کاظم اولیایی مدیر باشگاه با علی فتح‌الله‌زاده بود. فتح‌الله‌زاده نیز در آذر ماه پورحیدری را برکنار و حجازی را جانشینش کرد تا وی تیم را برای مرحله نهایی جام برندگان جام آسیا آماده کند. اما این تغییر دیر و تقریباً بیهوده کمکی به استقلال نکرد و استقلال در آن بازی‌ها به رتبه چهارمی بسنده کرد، در پایان فصل نیز حجازی نتوانست نتایج خوبی با استقلال بگیرد. حجازی و استقلال فصل بعد را بسیار موفقیت‌آمیز پشت سر گذاشتند و استقلال قهرمان جام آزادگان ۷۷–۱۳۷۶ شد. به دنبال این قهرمانی حجازی فصل بعد استقلال را در جام باشگاه‌های آسیا ۹۹–۱۹۹۸ هدایت کرد و در استقلال توانست تا دیدار نهایی نیز پیش رود اما در بهار ۱۳۷۸ در آن بازی مغلوب تیم جوبیلو ایواتا از ژاپن شد تا نتواند به ستاره سوم برسد. چند هفته بعد از این شکست استقلال در یک بازی لیگ با نتیجه عجیب ۳–۴ برابر سایپا مغلوب شد و حجازی شب همان بازی از کار برکنار شد و جواد زرینچه کاپیتان استقلال تا پایان فصل به طور موقت سرمربی استقلال شد. تا بعد از علی دانایی فر و ناصر حجازی ، جواد زرینچه سومین بازیکن (کاپیتانی) باشد که طی دوران بازیگری اش سرمربیگری استقلال را نیز برعهده داشت. زرینچه استقلال را در چهار بازی آخر لیگ هدایت کرد و بعد از وی سکوموروخوف برای دومین بار سرمربی‌گری تیم را بر عهده گرفت. وی ابتدا استقلال را در مراحل نهایی جام حذفی ۷۸–۱۳۷۷ هدایت کرد و تیم را به دیدار فینال نیز رساند اما با شکست در فینال جام حذفی ۱۳۷۸ به مقام دومی بسنده کرد. فصل بعد و در حالی که استقلال جام آزادگان ۷۹–۱۳۷۸ را بسیار خوب شروع کرده بود در میانه‌های فصل و به دنبال نتایج ضعیف استقلال سکوموروخوف از کار بر کنار شد و در اسفند ۱۳۷۸ منصور پورحیدری برای هفتمین مرتبه بر روی نیمکت استقلال نشست. پورحیدری در حالی این پست را بر عهده گرفت که سرمربی‌گری تیم ملی را نیز بر عهده داشت اما از تیم ملی استعفا داد تا یک بار دیگر بر روی نیمکت استقلال بنشیند. در ادامه فصل وی قهرمانی جام حذفی ۷۹–۱۳۷۸ را با استقلال کسب کرد و فصل بعد با استقلال قهرمان آخرین دوره جام آزادگان، جام آزادگان ۸۰–۱۳۷۹ شد تا پورحیدری و استقلال در دو فصل متوالی دو جام قهرمانی کسب کنند. سال بعد استقلال را در سه جام مختلف شرکت داد و تحت شرایطی عجیب و در آخرین بازی فصل مقام قهرمانی نخستین دوره لیگ حرفه‌ای ایران را از دست داد، این مقام در شرایطی به دست آمد که چند هفته پیش از آن استقلال در مرحله نهایی جام باشگاه‌های آسیا ۰۲–۲۰۰۱ نیز ناموفق بود. به دنبال این دو ناکامی پیاپی فتح‌الله‌زاده مدیر وقت استقلال با پورحیدری قطع همکاری کرد و امیر قلعه‌نویی، بازیکن سابق استقلال به طور موقت و برای مربی‌گری بازی‌های باقیمانده فصل در جام حذفی بر روی نیمکت استقلال نشست. استقلال با قلعه‌نویی در جام حذفی ۸۱–۱۳۸۰ موفق به کسب عنوان قهرمانی شد اما بعد از آن بازی‌ها به قلعه‌نویی پیشنهاد شد یا از نیمکت استقلال کنار برود یا به عنوان کمک مربی با رولاند کخ سرمربی آلمانی و جدید استقلال همکاری کند و قلعه‌نویی نیز از مقامش استعفا داد تا بعد از ۲۴ سال یک بار دیگر استقلال یک مربی آلمانی را بر روی نیمکت خود ببیند. در آن سال لیگ حرفه‌ای ایران وارد دومین فصلش شد و نحوه برگزاری و نام مسابقات جام باشگاه‌های آسیا نیز تغییر کرد و از آن پس لیگ قهرمانان آسیا نامیده شد. این تغییرات به همراه حضور یک مربی آلمانی که سابقه کار در بوندسلیگا را داشت نوید آغاز دورانی نوین در تیم استقلال را می‌داد، اما برخلاف انتظارها استقلال با رولند کخ چندان موفق عمل نکرد و در مرحله گروهی لیگ قهرمانان آسیا ۰۳–۲۰۰۲ از دور مسابقات کنار رفت و فتح‌الله‌زاده نیز برای پنجمین بار در دوران مدیریتش مربی استقلال را برکنار کرد و زرینچه، کاپیتان تیم را جانشینش کرد. نتایج استقلال در ادامه فصل با زرینچه بدتر از پیش شد و خود او به سرعت جایش را به پورحیدری داد تا وی برای هشتمین و آخرین مرتبه بر روی نیمکت استقلال بنشیند و استقلال را تا پایان فصل ۸۲–۱۳۸۱ هدایت کند. با پایان این فصل امیر قلعه‌نویی این بار به طور ثابت و برای سه سال مربی استقلال شد.

### ۱۳۹۴–۱۳۸۲: قلعه‌نویی و دیگران

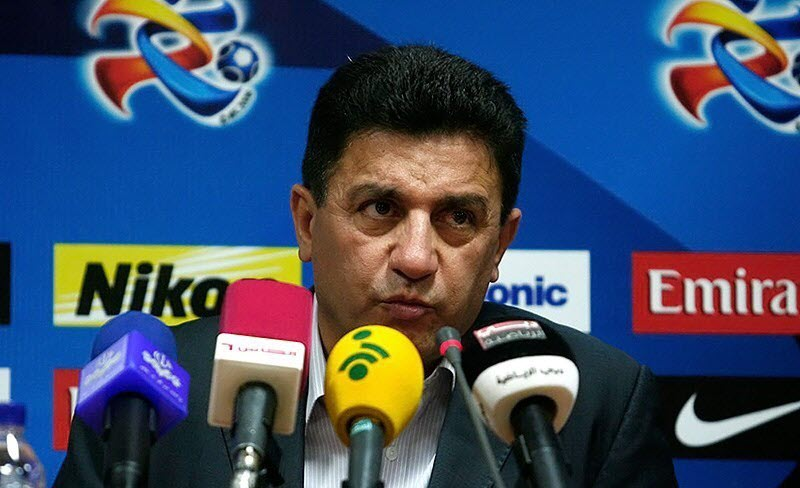
امیر قلعه‌نویی در چهار نوبت مختلف سرمربی استقلال بود و سه قهرمانی در لیگ و دو قهرمانی در جام حذفی با این تیم به دست آورد.

قلعه‌نویی در ابتدای نخستین حضور ثابتش در تیم استقلال برنامه‌ای سه ساله برای قهرمانی در لیگ برتر داد و سپس در نخستین قدم دست به جوان‌گرایی زد و تعدادی از بازیکنان نام‌دار و با تجربه اما مسن را از استقلال کنار گذاشت. استقلال در نخستین فصل حضور قلعه‌نویی تا هفته‌هایی پایانی صدرنشین لیگ برتر ۸۳–۱۳۸۲ اما یک شکست در اهواز و برابر تیم استقلال اهواز در هفته یکی مانده به آخر باعث شد تا تیم استقلال عنوان قهرمانی را به تیم رقیب، پاس، بدهد. فصل بعد نیز استقلال با وجود نتایج خوب در هفته‌های آغازین در هفته‌های میانی امتیازهای حساسی از دست داد و حتی پیروزی‌های پیاپی در هفته‌های پایانی نیست نتوانست فاصله این تیم با صدر جدول را کم کند تا استقلال در چهارمین دوره لیگ برتر نیز قهرمانی نشود. در سوین سال حصور قلعه‌نویی در استقلال و در فصل ۸۵–۱۳۸۴ سرانجام استقلال توانست عنوان قهرمانی لیگ برتر ایران را از آن خود کند. استقلال در این فصل رقابت حساس و پایاپایی با تیم پاس داشت و در نهایت در آخرین هفته بازی‌های لیگ با پیروزی برابر برق شیراز و در حضور بیش از صد هزار تماشاگر مشتاقش توانست عنوان قهرمانی را از آن خود کند. در این سال‌ها تنها قهرمان‌های لیگ برتر و جام حذفی مجوز حضور در رقابت‌های لیگ قهرمانان آسیا را کسب می‌کردند و به دلیل عدم موفقیت استقلال در جام‌های حذفی این سال‌ها تیم استقلال برای چند فصل متوالی از حضور در بازی‌های قاره‌ای محروم بود اما با قهرمانی در لیگ برتر استقلال بعد از سه فصل توانست مجدداً در رقابت‌های آسیایی حاضر شود.
قلعه‌نویی در پایان فصل ۸۵–۱۳۸۴ از نیمکت مربی‌گری استقلال را ترک کرد و به عنوان سرمربی تیم ملی مشغول به کار شد اما همچنان به عنوان رئیس سازمان فوتبال استقلال در کنار این تیم ماند. در ساختار باشگاه استقلال تا آن زمان نهادی به عنوان سازمان فوتبال وجود نداشت و این نخستین بار بود که مربی پیشین تیم با این عنوان در کنار تیم باقی ماند. عبدالصمد مرفاوی مهاجم پیشین و گلزن استقلال و دستیار قلعه‌نویی در فصل‌های اخیر به عنوان مربی جدید این تیم برگزیده شد و استقلال با مربی‌گری وی فصل ۸۶–۱۳۸۵ شروع کرد. استقلال مرفاوی با وجود شروع بسیار خوب و کسب هشت پیروزی در دوازده هفته نخست لیگ در ادامه کار نتایج ضعیفی کسب کرد و چند شکست متوالی خورد. در بهمن ماه نیز تیم استقلال به دلیل تاخیر در ارسال فهرست بازیکنان به کنفدراسیون فوتبال آسیا از مسابقات لیگ قهرمانان آسیا ۲۰۰۷ کنار گذاشته شد. با این اتفاق تغییراتی در پست مدیریتی استقلال روی داد و فتح‌الله‌زاده مجدداً به عنوان مدیرعامل استقلال برگزیده شد. فتح‌الله‌زاده در حالی که چهار هفته به پایان فصل مانده بود و استقلال به دنبال نتایج خوب در میانه‌های نیم‌فصل دوم به صدر جدول رفته بود اعلام کرد که فصل بعد مرفاوی مربی استقلال نخواهد بود و حجازی را به عنوان مربی جدید استقلال انتخاب کرد. استقلال در هفته‌های پایانی نیز نتایج ضعیفی گرفت و صدر جدول و قهرمانی را از دست داد.

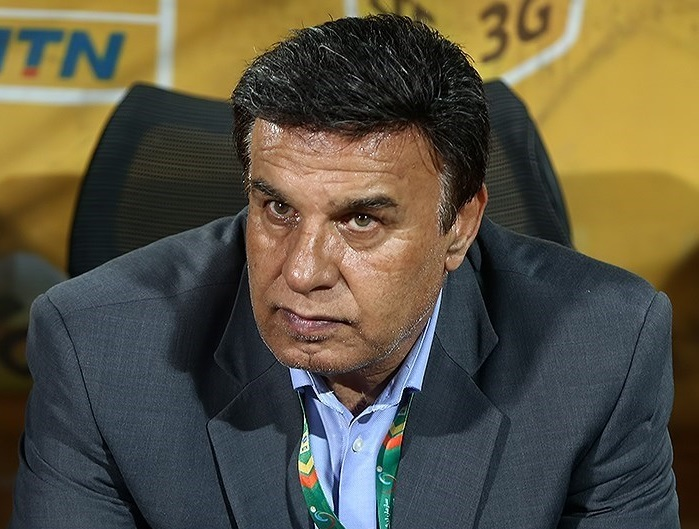
پرویز مظلومی در دو نوبت و به مدت سه فصل مربی استقلال بود و یک عنوان جام حذفی را با استقلال کسب کرد.

فصل بعد حجازی تغییرات فراوانی در ترکیب استقلال ایجاد کرد و بازیکنان جوانی را جایگزین ستاره‌های مسن استقلال کرد اما این تغییرات نتیجه خوبی در بر نداشت و استقلال در ابتدای لیگ نتایج ضعیفی گرفت. فتح‌الله‌زاده این بار نیز به سرعت دست به تغییر مربی زد و فیروز کریمی را جانشین حجازی کرد و حجازی نیز به عنوان مدیر فنی در کنار استقلال ماند. کریمی که دومین مربی ایرانی تاریخ استقلال بود که سابقه بازی در تیم استقلال را نداشت. نتایج کریمی نیز چندان بهتر از حجازی نبود و وی که در اواخر فصل با فتح‌الله‌زاده به مشکل برخورده بود یک هفته پیش از پایان فصل از استقلال رفت و استقلال در بازی هفته ۳۲ام و آخر لیگ برابر صنعت نفت آبادان برای نخستین بار در تاریخش در یک بازی رسمی بدون حضور سرمربی به میدان رفت. با پایان رقابت‌های لیگ قلعه‌نویی که بعد از برکناری از سمت مربی‌گری تیم ملی در مس کرمان مشغول به کار بود به عنوان سرمربی به استقلال بازگشت و در ابتدای کار استقلال را در بازی‌های باقی‌مانده جام حذفی ۸۷–۱۳۸۶ هدایت کرد و توانست تیم را به قهرمانی برساند. فصل ۸۷–۱۳۸۶ نیز فصل موفقی برای استقلال قلعه‌نویی بود و استقلال توانست در هفته پایانی لیگ و طی یک رقابت تنگاتنگ با ذوب‌آهن در هفته پایانی لیگ عنوان قهرمانی را از آن خود کند. بعد از این قهرمانی قلعه‌نویی که با مدیرعامل استقلال، واعظ آشتیانی، به مشکل برخورده بود از استقلال جدا شد.
با جدایی قلعه‌نویی صمد مرفاوی یک بار دیگر هدایت استقلال را در فصل ۸۹–۱۳۸۸ را بر عهده گرفت و این بار نیز در لیگ شروع خوبی داشت و استقلال حتی در میانه‌های فصل به صدر جدول نیز رسید اما با چند شکست پیاپی در هفته‌های پایانی نیم‌فصل نخست صدر جدول را از دست داد و در ادامه راه به مقام سومی لیگ رسید. با پایان این فصل مرفاوی و واعظ‌آشتیانی هر از استقلال کنار رفتند و فتح‌الله‌زاده برای سومین بار مدیرعامل استقلال شد. وی در نخستین گام پرویز مظلومی مهاجم استقلال در دهه‌های ۱۳۵۰ و ۱۳۶۰ و کمک مربی استقلال در دهه‌های ۱۳۷۰ و ۱۳۸۰ را به عنوان سرمربی تیم برگزید. مظلومی دو فصل پیاپی سرمربی استقلال بود و با وجود اینکه یکی از بهترین تیم‌های تاریخ استقلال را در اختیار داشت در نهایت دو مقام دومی و سومی در لیگ‌های برتر ۹۰–۱۳۸۹ و ۹۱–۱۳۹۰ کسب کرد. تنها عنوان استقلال و مظلومی در این دو فصل مقام قهرمانی جام حذفی ۹۱–۱۳۹۰ بود. با پایان فصل ۹۱–۱۳۹۰ سرمربی استقلال یک بار دیگر عوض شد و امیر قلعه‌نویی با یک قرارداد سه ساله برای چهارمین و تا به امروز آخرین بار عنوان سرمربی‌گری استقلال را از آن خود کرد. استقلال با قلعه‌نویی در فصل ۹۲–۱۳۹۱ قهرمان لیگ برتر ایران شد و تا نیمه‌نهایی جام حذفی و مرحله یک چهارم نهایی لیگ قهرمانان آسیا ۲۰۱۳ نیر صعود کرد. دو فصل بعدی استقلالِ قلعه‌نویی چندان موفقیت‌آمیز نبودند و استقلال در فصل ۹۳–۱۳۹۲ همچون چندین فصل پیش از این در هفته‌های آخر صدر جدول و عنوان قهرمانی را از دست داد. فصل ۹۴–۱۳۹۳ نیز فصل بدی برای استقلال و قلعه‌نویی بود و چندین هفته تساوی و باخت پیاپی استقلال را به مقام نازل ششمی در لیگ رساند. استقلال در این فصل در جام حذفی نیز نتیجه‌ای نگرفت تا این فصل پایان کار قلعه‌نویی در استقلال باشد.

### هم‌اکنون–۱۳۹۴: نیمکت متزلزل

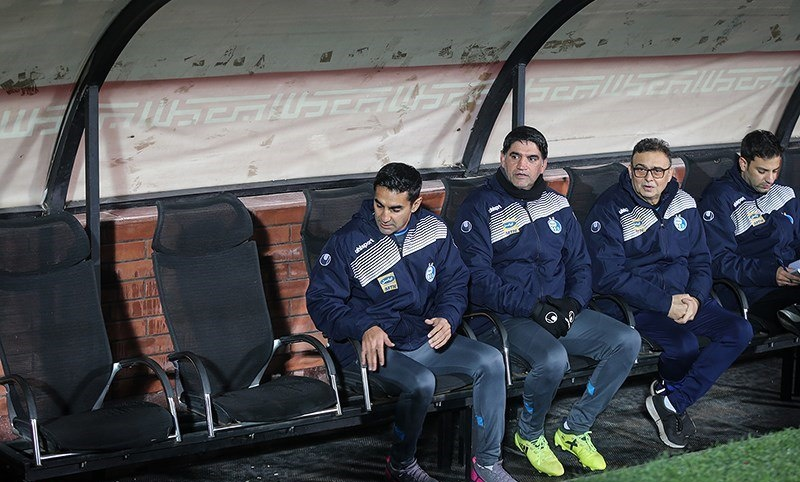
استقلال برای نخستین بار در تاریخش در سه بازی متوالی در میانه فصل بدون سرمربی و مربی در زمین حاضر شد.

در ابتدای فصل ۹۵–۱۳۹۴ بهرام افشارزاده مدیرعامل وفت استقلال پرویز مظلومی را به عنوان جانشین قلعه‌نویی برگزید تا مظلومی برای دومین بار عنوان سرمربی‌گری استقلال را از آن خود کند. تیم مظلومی در این فصل در هر دو جام حذفی ۹۵–۱۳۹۴ و لیگ برتر ایران ۹۵–۱۳۹۴ مدعی قهرمانی بود اما استقلال لیگ برتر را باز هم همچون بسیاری فصل‌های گذشته تنها در هفته‌های پایانی از دست داد و به مقام سومی رسید و در فینال جام حذفی نیز در ضربات پنالتی مغلوب ذوب آهن شد. با وجود اینکه نتایج استقلال در این فصل از دو فصل قبل بسیار بهتر بود و استقلال حتی توانست بعد از دو فصل غیبت جواز حضور در لیگ قهرمانان آسیا ۲۰۱۷ را نیز کسب کند مظلومی از سمت خود برکنار شد و علیرضا منصوریان بازیکن و کاپیتان پیشین استقلال این عنوان را برای فصل ۹۶–۱۳۹۵ سرمربی استقلال شد. استقلال و منصوریان شروع بسیار بدی در لیگ داشتند و استقلال نخستین برد خود را تنها در هفته هفتم لیگ کسب کرد. منصوریان با کسب این نتایج در نهایت استقلال را به مقام دومی لیگ رساند و توانست جواز حضور در فصل بعد رقابت‌های آسیایی را نیز کسب کند. استقلال فصل ۹۷–۱۳۹۶ را باز هم بسیار بد شروع کرد و این بار منصوریان بعد از آغاز ضعیف در لیگ از سمت خود برکنار شد و بعد از یک هفته که میک مک‌درموت بدنساز تیم به عنوان سرمربی موقتاً بر روی نیمکت استقلال نشست وینفرید شفر آلمانی به عنوان سرمربی استقلال انتخاب شد تا استقلال بعد از چهارده سال یک بار دیگ یک سرمربی خارجی را بر روی نیمکت خود ببیند. شفر نخستین مربی استقلال بود که سابقه قهرمانی در جام ملت‌های آفریقا را داشت، شفر با تیم ملی کامرون قهرمان جام ملت‌های آفریقا ۲۰۰۲ شده بود. شفر در فصل اول حضور خود توانست جام حذفی ایران ۹۷–۱۳۹۶ را ببرد که این نخستین عنوان قهرمانی استقلال بعد از ۴ فصل ناکامی بود اما شفر در دومین فصل حضورش و در حالی که استقلال همچنان شانس قهرمانی در لیگ بود بعد از شکست برابر پدیده مشهد در هفته بیست و هفتم لیگ برتر ۹۸–۱۳۹۷ از کار خود بر کنار شد. شکست در شهرآورد تهران از اصلی‌ترین دلائل این برکناری بود. در پی اخراج شفر فرهاد مجیدی، بازیکن پیشین استقلال. و دستیار خود شفر به‌طور موقت و تا پایان فصل سرمربی استقلال شد و با وجود نتایج نسبتاً خوب نتوانست استقلال را در راه صعود از مرحله گروهی لیگ قهرمانان آسیا هدایت کند.
با آغاز فصل ۹۹–۱۳۹۸ آندره‌ا استراماچونی ایتالیایی به عنوان سرمربی استقلال برگزیده شد. استراماچونی نخستین مربی ایتالیایی استقلال و نخستین مربی‌ای بود که سابقه حضور در سری آ ایتالیا را داشت. استراماچونی در ابتدای کارش از شرایطش در ایران راضی نبود و حتی صحبت‌هایی نیز مبنی بر استعفای زودهنگامش بود اما استراماچونی نهایتاً در ایران ماند و به کارش ادامه داد. استراماچونی با استقلال شروع چندان خوبی در لیگ نداشت اما بعد از چند شکست و تساوی در هفته‌های نخست لیگ برتر ۹۹–۱۳۹۸ استراماچونی توانست استقلال را در ۶ مسابقه پیاپی به پیروزی رساند و استقلال صدرنشین جدول لیگ برتر شد. استراماچونی بعد از صدرنشینی به دلیلی مشکلات فراوان با مدیران و هیئت مدیره استقلال و نارضایتی از نحوه و تأخیر در پرداخت حقوقش از مربی‌گری در استقلال استعفا و ایران را نیز به سرعت ترک کرد. بعد از کنار رفتن استراماچونی استقلال وارد دوران بحرانی‌ای شد به طوری که برای نخستین بار در تاریخ باشگاه این تیم در سه بازی پیاپی لیگ بدون سرمربی به میدان رفت و استقلال برای نزدیک به ۱ ماه بدون مربی بود. عواقب استعفا و ترک ایران از سوی استراماچونی آن‌چنان شدید بود که امیرحسین فتحی مدیرعامل وقت استقلال نیز از سمت خود کنار رفت تا استقلال برای مدتی بدون مربی و مدیرعامل بماند. در نهایت بعد از کش و قوس‌های فراوان و عدم بازگشت استراماچونی به ایران فرهاد مجیدی به عنوان مربی جدید استقلال برگزیده شد تا تیم را در ادامه رقابت‌ها رهبری کند. دوران مربی گری مجیدی در استقلال کوتاه بود: بعد از پایان یافتن رقابت‌های لیگ برتر و در حالی که مجیدی توانست استقلال را به دیدار فینال جام حذفی ۹۹–۱۳۹۸ برساند در تصمیمی که از دید برخی کارشناسان شتاب‌زده و احساسی قلمداد شد تنها چند روز قبل از دیدار فینال از سمت خد استعفا داد. بعد از چند روز عدم حضور در تمرین استقلال، فرهاد مجیدی اعلام کرد که تیم را در دیدار فینال رهبری خواهد کرد اما استعفای‌اش همچنان به قوت خود باقی‌ست و بعد از پایان دیدار فینال قطعاً از سمت خود کنار خواهد رفت. استقلال فینال جام حذفی را واگذار کرد تا مجیدی بدون کسب جام این تیم را ترک کند. ۳ روز بعد از دیدار فینال، مجید نامجومطلق به عنوان سرمربی موقت و تنها برای دیدارهای باقی‌مانده تیم در رقابت‌های آسیایی برگزیده شد. نامجو مطلق در دیدارهای آسیایی توانست استقلال را تا مرحله یک‌هشتم نهایی پیش ببرد اما با شکست در این مرحله استقلال از دور مسابقات کنار رفت و نامجو مطلق نیز پست خود را از دست داد. چند روز بعد از برکناری نامجو مطلق، محمود فکری بازیکن و کاپیتان پیشین استقلال که رکورددار بازی برای استقلال نیز هست با قراردادی ۲ ساله به عنوان جدیدترین مربی استقلال برگزیده شد. فکری در لیگ برتر با کسب نتایج ضعیف و به دست آوردن تنها پنج امتیاز از پنج بازی آخر استقلال در ۱۲ اسفند ۱۳۹۹ و تنها پنج ماه پس از به دست گرفتن پست مربی‌گری از سمت خودش استعفا داد و در پی استعفای فکری مجیدی برای سومین مرتبه به عنوان سرمربی استقلال برگزیده شد.

## مربیان
راهنما:
- گ. ز: گل زده، گ. خ: گل خورده
- مربیانی که با این رنگ زمینه و حروف مورب مشخص شده‌اند مربیان موقت هستند.
- به دلیل در دسترس نبودن آمار تمام بازی‌های دوستانه، در بخش آمار تنها بازی‌های رسمی در نظر گرفته شده‌اند.

%AF|وبگاه=ورزش ۳}}</ref>

| فهرست مربیان باشگاه فوتبال استقلال تهران | فهرست مربیان باشگاه فوتبال استقلال تهران | فهرست مربیان باشگاه فوتبال استقلال تهران | فهرست مربیان باشگاه فوتبال استقلال تهران | فهرست مربیان باشگاه فوتبال استقلال تهران | فهرست مربیان باشگاه فوتبال استقلال تهران | فهرست مربیان باشگاه فوتبال استقلال تهران | فهرست مربیان باشگاه فوتبال استقلال تهران | فهرست مربیان باشگاه فوتبال استقلال تهران | فهرست مربیان باشگاه فوتبال استقلال تهران | فهرست مربیان باشگاه فوتبال استقلال تهران | فهرست مربیان باشگاه فوتبال استقلال تهران | فهرست مربیان باشگاه فوتبال استقلال تهران                                                                          | فهرست مربیان باشگاه فوتبال استقلال تهران |
| #                                        | مربی                                     | مربی                                     | دوران مربی‌گری                            | دوران مربی‌گری                            | آمار                                     | آمار                                     | آمار                                     | آمار                                     | آمار                                     | آمار                                     | آمار                                     | جام‌های رسمی | پانویس                                   |
| #                                        | نام                                      | ملیت                                     | از                                       | تا                                       | بازی                                     | برد                                      | مساوی                                    | باخت                                     | گ. ز                                     | گ. خ                                     | ٪برد                                     | جام‌های رسمی | پانویس                                   |
| ---------------------------------------- | ---------------------------------------- | ---------------------------------------- | ---------------------------------------- | ---------------------------------------- | ---------------------------------------- | ---------------------------------------- | ---------------------------------------- | ---------------------------------------- | ---------------------------------------- | ---------------------------------------- | ---------------------------------------- | --- | ---------------------------------------- |
| ۱                                        | علی دانایی‌فرد                            | ایران                                    | اسفند ۱۳۲۴                               | شهریور ۱۳۳۲                              | ۴۹                                       | ۳۴                                       | ۵                                        | ۱۰                                       | ۱۱۱                                      | ۳۶                                       | ۶۹٪                                      | جام حذفی تهران: ۱۳۲۶، ۱۳۳۰ جام باشگاه‌های تهران: ۱۳۲۸، ۱۳۳۱                                                        |                                          |
| ۲                                        | رسول مددنوعی                             | ایران                                    | شهریور ۱۳۳۲                              | اسفند ۱۳۳۲                               | ۱۰                                       | ۶                                        | ۱                                        | ۳                                        | ۲۸                                       | ۱۰                                       | ۶۰٪                                      | - |                                          |
| ۳                                        | علی دانایی‌فرد                            | ایران                                    | فروردین ۱۳۳۳                             | اردیبهشت ۱۳۴۶                            | ۱۱۴                                      | ۷۲                                       | ۲۱                                       | ۱۴                                       | ۳۱۲                                      | ۹۴                                       | ۶۳٪                                      | جام باشگاه‌های تهران: ۱۳۳۵، ۱۳۳۶، ۱۳۳۸، ۴۰–۱۳۳۹، ۱۳۴۱ جام قهرمانی فوتبال ایران: ۱۳۳۶ جام حذفی تهران: ۳۸–۱۳۳۷، ۱۳۳۹ |                                          |
| ۴                                        | محمود بیاتی                              | ایران                                    | ۲۹ اردیبهشت ۱۳۴۶                         | دی ۱۳۴۷                                  | ۲۰                                       | ۱۲                                       | ۵                                        | ۳                                        | ۴۶                                       | ۱۰                                       | ۶۰٪                                      | - |                                          |
| ۵                                        | علی دانایی‌فرد                            | ایران                                    | دی ۱۳۴۷                                  | آذر ۱۳۴۸                                 | ۲۳                                       | ۱۴                                       | ۷                                        | ۲                                        | ۴۳                                       | ۸                                        | ۶۱٪                                      | جام باشگاه‌های تهران: ۴۸–۱۳۴۷                                                                                      |                                          |
| ۶                                        | زدراکو رایکوف                            | جمهوری فدرال سوسیالیستی یوگسلاوی         | آذر ۱۳۴۸                                 | تیر ۱۳۵۰                                 | ۳۸                                       | ۲۸                                       | ۷                                        | ۳                                        | ۸۵                                       | ۲۷                                       | ۷۴٪                                      | باشگاهی قهرمانی آسیا: ۱۳۴۹ جام منطقه‌ای: ۱۳۴۹ جام باشگاه‌های تهران: ۵۰–۱۳۴۹                                         | [ ۶ ]                                    |
| ۷                                        | پرویز کوزه‌کنانی                          | ایران                                    | مرداد ۱۳۵۰                               | مرداد ۱۳۵۰                               | ۴                                        | ۴                                        | ۰                                        | ۰                                        | ۱۱                                       | ۱                                        | ۱۰۰٪                                     | - | [ الف ] [ ۷ ]                            |
| ۸                                        | زدراکو رایکوف                            | جمهوری فدرال سوسیالیستی یوگسلاوی         | مرداد ۱۳۵۰                               | ۲۹ آبان ۱۳۵۵                             | ۱۳۷                                      | ۷۹                                       | ۳۷                                       | ۲۱                                       | ۲۰۷                                      | ۸۹                                       | ۵۸٪                                      | جام باشگاه‌های تهران: ۱۳۵۱ جام تخت‌جمشید: ۱۳۵۳                                                                      |                                          |
| ۹                                        | علی دانایی‌فرد                            | ایران                                    | آبان ۱۳۵۵                                | دی ۱۳۵۵                                  | ۴                                        | ۱                                        | ۲                                        | ۱                                        | ۳                                        | ۳                                        | ۲۵٪                                      | - | [ ب ]                                    |
| ۱۰                                       | ولادمیر جکیچ                             | آلمان · جمهوری فدرال سوسیالیستی یوگسلاوی | دی ۱۳۵۵                                  | مهر ۱۳۵۷                                 | ۴۷                                       | ۲۵                                       | ۱۱                                       | ۱۱                                       | ۵۱                                       | ۳۱                                       | ۵۳٪                                      | جام حذفی ایران: ۵۷–۱۳۵۶                                                                                           |                                          |
| ۱۱                                       | منصور پورحیدری                           | ایران                                    | ۱۳۵۸                                     | ۱۳۵۸                                     | -                                        | -                                        | -                                        | -                                        | -                                        | -                                        | -                                        | - | [ پ ]                                    |
| ۱۲                                       | عباس رضوی                                | ایران                                    | ۱۳۵۸                                     | ۱۳۵۹                                     | ۹                                        | ۶                                        | ۲                                        | ۱                                        | ۲۷                                       | ۳                                        | ۶۶٪                                      | - |                                          |
| ۱۳                                       | منصور پورحیدری                           | ایران                                    | ۱۳۵۹                                     | ۱۳۶۰                                     | ۳                                        | ۱                                        | ۰                                        | ۲                                        | ۳                                        | ۱                                        | ۳۳٪                                      | - |                                          |
| ۱۴                                       | حسن عضدی                                 | ایران                                    | ۱۳۶۰                                     | ۱۳۶۰                                     | ۲                                        | ۱                                        | ۱                                        | ۰                                        | ۱                                        | ۰                                        | ۵۰٪                                      | - |                                          |
| ۱۵                                       | عباس رضوی                                | ایران                                    | ۱۳۶۰                                     | ۱۳۶۰                                     | ۱۲                                       | ۵                                        | ۵                                        | ۲                                        | ۱۶                                       | ۹                                        | ۴۱٪                                      | - |                                          |
| ۱۶                                       | اصغر شرفی                                | ایران                                    | ۱۳۶۱                                     | ۱۳۶۱                                     | ۶                                        | ۵                                        | ۱                                        | ۰                                        | ۱۶                                       | ۲                                        | ۸۳٪                                      | - |                                          |
| ۱۷                                       | حسن عضدی                                 | ایران                                    | ۱۳۶۱                                     | ۱۳۶۱                                     | ۶                                        | ۴                                        | ۱                                        | ۱                                        | ۶                                        | ۱                                        | ۶۶٪                                      | - |                                          |
| ۱۸                                       | ناصر حجازی                               | ایران                                    | ۱۳۶۱                                     | ۱۳۶۲                                     | ۸                                        | ۴                                        | ۴                                        | ۰                                        | ۱۴                                       | ۶                                        | ۵۰٪                                      | - | [ ت ]                                    |
| ۱۹                                       | منصور پورحیدری                           | ایران                                    | ۱۳۶۲                                     | ۱۳۶۳                                     | ۲۲                                       | ۱۶                                       | ۴                                        | ۲                                        | ۳۷                                       | ۹                                        | ۷۳٪                                      | جام باشگاه‌های تهران: ۱۳۶۲                                                                                         |                                          |
| ۲۰                                       | عباس کردنوری                             | ایران                                    | ۱۳۶۳                                     | ۱۳۶۳                                     | ۳                                        | ۳                                        | ۰                                        | ۰                                        | ۱۰                                       | ۱                                        | ۱۰۰٪                                     | - |                                          |
| ۲۱                                       | فریدون عسگرزاده                          | ایران                                    | ۱۳۶۳                                     | ۱۳۶۳                                     | -                                        | -                                        | -                                        | -                                        | -                                        | -                                        | -                                        | - | [ ث ]                                    |
| ۲۲                                       | ناصر حجازی                               | ایران                                    | ۱۳۶۳                                     | ۱۳۶۳                                     | -                                        | -                                        | -                                        | -                                        | -                                        | -                                        | -                                        | - | [ ج ]                                    |
| ۲۳                                       | حسن حبیبی                                | ایران                                    | ۱۳۶۴                                     | ۱۳۶۴                                     | -                                        | -                                        | -                                        | -                                        | -                                        | -                                        | -                                        | - | [ چ ]                                    |
| ۲۴                                       | منصور پورحیدری                           | ایران                                    | ۱۳۶۴                                     | ۱۳۶۵                                     | ۱۲                                       | ۸                                        | ۲                                        | ۲                                        | ۱۶                                       | ۹                                        | ۶۶٪                                      | جام باشگاه‌های تهران: ۱۳۶۴                                                                                         |                                          |
| ۲۵                                       | عباس رضوی                                | ایران                                    | ۱۳۶۵                                     | ۱۳۶۵                                     | ۵                                        | ۴                                        | ۱                                        | ۰                                        | ۸                                        | ۳                                        | ۸۰٪                                      | - |                                          |
| ۲۶                                       | منصور پورحیدری                           | ایران                                    | ۱۳۶۵                                     | ۱۳۶۷                                     | ۳۴                                       | ۲۰                                       | ۱۰                                       | ۴                                        | ۴۶                                       | ۳۴                                       | ۵۹٪                                      | - |                                          |
| ۲۷                                       | محمد رنجبر                               | ایران                                    | ۱۳۶۷                                     | ۱۳۶۷                                     | ۵                                        | ۲                                        | ۲                                        | ۱                                        | ۵                                        | ۴                                        | ۴۰٪                                      | - |                                          |
| ۲۸                                       | غلامحسین مظلومی                          | ایران                                    | ۱۳۶۷                                     | ۱۳۶۷                                     | ۲۱                                       | ۱۳                                       | ۶                                        | ۲                                        | ۴۰                                       | ۱۵                                       | ۶۲٪                                      | - |                                          |
| ۲۹                                       | محمد صلاحی                               | ایران                                    | ۱۱ اردیبهشت ۱۳۶۸                         | ۱۳۶۸                                     | ۱۳                                       | ۱۰                                       | ۳                                        | ۰                                        | ۲۵                                       | ۷                                        | ۷۷٪                                      | - |                                          |
| ۳۰                                       | کامبیز جمالی                             | ایران                                    | ۱۳۶۸                                     | ۱۳۶۸                                     | ۲                                        | ۲                                        | ۰                                        | ۰                                        | ۷                                        | ۰                                        | ۱۰۰٪                                     | - |                                          |
| ۳۱                                       | منصور پورحیدری                           | ایران                                    | ۱۳۶۸                                     | ۱۳۷۱                                     | ۱۰۸                                      | ۷۰                                       | ۳۰                                       | ۸                                        | ۱۸۹                                      | ۵۲                                       | ۶۵٪                                      | جام قدس: ۶۹–۱۳۶۸ جام باشگاه‌های آسیا: ۹۱–۱۹۹۰ جام باشگاه‌های تهران: ۱۳۷۰                                            |                                          |
| ۳۲                                       | بیژن ذوالفقارنسب                         | ایران                                    | ۱۳۷۱                                     | ۱۳۷۲                                     | ۲۱                                       | ۴                                        | ۱۳                                       | ۴                                        | ۱۶                                       | ۱۸                                       | ۱۹٪                                      | - |                                          |
| ۳۳                                       | علی جباری                                | ایران                                    | ۱۳۷۲                                     | ۱۳۷۲                                     | ۲                                        | ۱                                        | ۱                                        | ۰                                        | ۴                                        | ۳                                        | ۵۰٪                                      | - |                                          |
| ۳۴                                       | یوگنی سکوموروخوف                         | روسیه                                    | ۱۳۷۲                                     | ۱۳۷۳                                     | ۳۰                                       | ۱۷                                       | ۱۰                                       | ۳                                        | ۴۷                                       | ۱۸                                       | ۵۶٪                                      | |                                          |
| ۳۵                                       | غلامرضا نعلچگر                           | ایران                                    | ۱۳۷۳                                     | ۱۳۷۳                                     | ۸                                        | ۴                                        | ۴                                        | ۰                                        | ۹                                        | ۵                                        | ۵۰٪                                      | سوپر جام تهران: ۱۳۷۳                                                                                              |                                          |
| ۳۶                                       | لئونید بیلفسکی                           | روسیه                                    | ۱۳۷۳                                     | ۱۳۷۳                                     | ۸                                        | ۴                                        | ۰                                        | ۴                                        | ۱۱                                       | ۱۱                                       | ۵۰٪                                      | - | [ ۸ ]                                    |
| ۳۷                                       | غلامرضا نعلچگر                           | ایران                                    | ۱۳۷۳                                     | ۱۳۷۳                                     | ۳                                        | ۱                                        | ۱                                        | ۱                                        | ۶                                        | ۴                                        | ۳۳٪                                      | - |                                          |
| ۳۸                                       | نصرالله عبداللهی                         | ایران                                    | ۱۳۷۳                                     | ۱۳۷۴                                     | ۱۶                                       | ۷                                        | ۶                                        | ۳                                        | ۱۷                                       | ۱۲                                       | ۴۴٪                                      | - |                                          |
| ۳۹                                       | حمید ملک‌احمدی                            | ایران                                    | ۱۳۷۴                                     | ۱۳۷۴                                     | ۱                                        | ۰                                        | ۱                                        | ۰                                        | ۲                                        | ۲                                        | ۰٪                                       | - |                                          |
| ۴۰                                       | منصور پورحیدری                           | ایران                                    | ۱۳۷۴                                     | ۱۳۷۵                                     | ۵۷                                       | ۲۹                                       | ۱۷                                       | ۱۱                                       | ۸۶                                       | ۵۱                                       | ۵۱٪                                      | جام حذفی ایران: ۷۵–۱۳۷۴                                                                                           |                                          |
| ۴۱                                       | ناصر حجازی                               | ایران                                    | ۳۰ آبان ۱۳۷۵                             | ۲۰ اردیبهشت ۱۳۷۸                         | ۸۴                                       | ۳۹                                       | ۲۷                                       | ۱۸                                       | ۱۲۷                                      | ۷۶                                       | ۴۶٪                                      | جام آزادگان: ۷۷–۱۳۷۶                                                                                              | [ ۹ ]                                    |
| ۴۲                                       | جواد زرینچه                              | ایران                                    | ۲۱ اردیبهشت ۱۳۷۸                         | ۳ خرداد ۱۳۷۸                             | ۴                                        | ۳                                        | ۱                                        | ۰                                        | ۱۲                                       | ۵                                        | ۷۵٪                                      | - | [ ۱۰ ]                                   |
| ۴۳                                       | یوگنی سکوموروخوف                         | روسیه                                    | ۱۵ خرداد ۱۳۷۸                            | ۶ اسفند ۱۳۷۸                             | ۲۸                                       | ۱۷                                       | ۷                                        | ۴                                        | ۵۹                                       | ۱۴                                       | ۶۱٪                                      | - | [ ۱۱ ]                                   |
| ۴۴                                       | منصور پورحیدری                           | ایران                                    | ۶ اسفند ۱۳۷۸                             | ۱۰ خرداد ۱۳۸۱                            | ۸۰                                       | ۴۶                                       | ۲۳                                       | ۱۱                                       | ۱۵۸                                      | ۷۴                                       | ۵۸٪                                      | جام حذفی ایران: ۷۹–۱۳۷۸ جام آزادگان: ۸۰–۱۳۷۹                                                                      | [ ۱۲ ]                                   |
| ۴۵                                       | امیر قلعه‌نویی                            | ایران                                    | ۱۰ خرداد ۱۳۸۱                            | تیر ۱۳۸۱                                 | ۵                                        | ۳                                        | ۱                                        | ۱                                        | ۱۲                                       | ۹                                        | ۶۰٪                                      | جام حذفی: ۸۱–۱۳۸۰                                                                                                 | [ ۱۳ ]                                   |
| ۴۶                                       | رولاند کخ                                | آلمان                                    | مرداد ۱۳۸۱                               | ۳۱ فروردین ۱۳۸۲                          | ۲۸                                       | ۱۳                                       | ۷                                        | ۸                                        | ۳۸                                       | ۳۱                                       | ۴۶٪                                      | - | [ ۱۴ ]                                   |
| ۴۷                                       | جواد زرینچه                              | ایران                                    | ۴ اردیبهشت ۱۳۸۲                          | ۲۴ اردیبهشت ۱۳۸۲                         | ۴                                        | ۰                                        | ۱                                        | ۳                                        | ۳                                        | ۷                                        | ۰٪                                       | - | [ ۱۵ ]                                   |
| ۴۸                                       | منصور پورحیدری                           | ایران                                    | ۲۵ اردیبهشت ۱۳۸۲                         | ۱ تیر ۱۳۸۲                               | ۵                                        | ۱                                        | ۰                                        | ۴                                        | ۵                                        | ۶                                        | ۲۰٪                                      | - | [ ۱۶ ]                                   |
| ۴۹                                       | امیر قلعه‌نویی                            | ایران                                    | ۱۲ تیر ۱۳۸۲                              | ۲۶ تیر ۱۳۸۵                              | ۹۵                                       | ۵۲                                       | ۳۱                                       | ۱۲                                       | ۱۶۳                                      | ۹۲                                       | ۵۵٪                                      | لیگ برتر: ۸۵–۱۳۸۴                                                                                                 | [ ۱۷ ] [ ۱۸ ]                            |
| ۵۰                                       | عبدالصمد مرفاوی                          | ایران                                    | ۳۰ تیر ۱۳۸۵                              | ۷ خرداد ۱۳۸۶                             | ۳۱                                       | ۱۴                                       | ۱۰                                       | ۷                                        | ۳۹                                       | ۳۲                                       | ۴۵٪                                      | - | [ ۱۹ ] [ ۲۰ ]                            |
| ۵۱                                       | ناصر حجازی                               | ایران                                    | ۶ تیر ۱۳۸۶                               | ۱۳ آبان ۱۳۸۶                             | ۱۵                                       | ۶                                        | ۵                                        | ۴                                        | ۲۶                                       | ۲۲                                       | ۳۶٪                                      | - | [ ۲۱ ] [ ۲۲ ]                            |
| ۵۲                                       | فیروز کریمی                              | ایران                                    | ۱۳ آبان ۱۳۸۶                             | ۲۶ اردیبهشت ۱۳۸۷                         | ۲۱                                       | ۶                                        | ۷                                        | ۸                                        | ۲۵                                       | ۲۶                                       | ۲۸٪                                      | - | [ ۲۳ ] [ ۲۴ ]                            |
| -                                        | ناصر حجازی                               | ایران                                    | ۲۶ اردیبهشت ۱۳۸۶                         | ۲۷ اردیبهشت ۱۳۸۷                         | ۱                                        | ۰                                        | ۰                                        | ۱                                        | ۲                                        | ۱                                        | ۰٪                                       | - | [ ۲۵ ]                                   |
| ۵۳                                       | امیر قلعه‌نویی                            | ایران                                    | ۲۸ اردیبهشت ۱۳۸۷                         | ۲۷ اردیبهشت ۱۳۸۸                         | ۴۵                                       | ۲۱                                       | ۱۵                                       | ۹                                        | ۹۰                                       | ۴۷                                       | ۴۷٪                                      | جام حذفی ایران: ۸۷–۱۳۸۶ لیگ برتر: ۸۸–۱۳۸۷                                                                         | [ ۲۶ ] [ ۲۷ ]                            |
| ۵۴                                       | عبدالصمد مرفاوی                          | ایران                                    | ۲۷ اردیبهشت ۱۳۸۸                         | ۲۹ اردیبهشت ۱۳۸۹                         | ۴۳                                       | ۲۰                                       | ۱۳                                       | ۱۰                                       | ۷۷                                       | ۴۵                                       | ۴۷٪                                      | - | [ ۲۷ ] [ ۲۸ ]                            |
| ۵۵                                       | پرویز مظلومی                             | ایران                                    | ۲۱ خرداد ۱۳۸۹                            | ۳ خرداد ۱۳۹۱                             | ۹۲                                       | ۵۱                                       | ۲۵                                       | ۱۶                                       | ۱۵۵                                      | ۸۸                                       | ۵۵٪                                      | جام حذفی ایران: ۹۱–۱۳۹۰                                                                                           | [ ۲۹ ] [ ۳۰ ]                            |
| ۵۶                                       | امیر قلعه‌نویی                            | ایران                                    | ۸ خرداد ۱۳۹۱                             | ۲۹ اردیبهشت ۱۳۹۴                         | ۱۲۳                                      | ۶۴                                       | ۳۳                                       | ۲۶                                       | ۱۶۶                                      | ۱۰۳                                      | ۵۲٪                                      | لیگ برتر: ۹۲–۱۳۹۱                                                                                                 | [ ۳۱ ] [ ۳۲ ]                            |
| ۵۷                                       | پرویز مظلومی                             | ایران                                    | ۳۱ خرداد ۱۳۹۴                            | ۱۱ خرداد ۱۳۹۵                            | ۳۵                                       | ۱۶                                       | ۱۵                                       | ۴                                        | ۵۵                                       | ۳۲                                       | ۴۶٪                                      | - | [ ۳۳ ] [ ۳۴ ]                            |
| ۵۸                                       | علیرضا منصوریان                          | ایران                                    | ۱۲ خرداد ۱۳۹۵                            | ۲۹ شهریور ۱۳۹۶                           | ۵۱                                       | ۲۴                                       | ۱۵                                       | ۱۲                                       | ۶۶                                       | ۴۹                                       | ۴۷٪                                      | - | [ ۳۵ ] [ ۳۶ ]                            |
| ۵۹                                       | میک مک‌درموت                              | ایرلند شمالی                             | ۳۰ شهریور ۱۳۹۶                           | ۱۰ مهر ۱۳۹۶                              | ۱                                        | ۱                                        | ۰                                        | ۰                                        | ۲                                        | ۱                                        | ۱۰۰٪                                     | - | [ ۳۷ ]                                   |
| ۶۰                                       | وینفرید شفر                              | آلمان                                    | ۱۰ مهر ۱۳۹۶                              | ۹ اردیبهشت ۱۳۹۸                          | ۶۹                                       | ۳۷                                       | ۲۱                                       | ۱۱                                       | ۱۰۲                                      | ۴۲                                       | ۵۴٪                                      | جام حذفی ایران: ۹۷–۱۳۹۶                                                                                           | [ ۳۸ ]                                   |
| ۶۱                                       | فرهاد مجیدی                              | ایران                                    | ۹ اردیبهشت ۱۳۹۸                          | ۲۳ خرداد ۱۳۹۸                            | ۵                                        | ۳                                        | ۲                                        | ۰                                        | ۹                                        | ۵                                        | ۶۰٪                                      | - | [ ۳۹ ]                                   |
| ۶۲                                       | آندره‌آ استراماچونی                       | ایتالیا                                  | ۲۳ خرداد ۱۳۹۸                            | ۱۷ آذر ۱۳۹۸                              | ۱۵                                       | ۹                                        | ۴                                        | ۲                                        | ۳۲                                       | ۱۳                                       | ۶۰٪                                      | - | [ ۴۰ ]                                   |
| -                                        | بدون مربی                                |                                          | ۱۸ آذر ۱۳۹۸                              | ۱۲ دی ۱۳۹۸                               | ۳                                        | ۱                                        | ۱                                        | ۱                                        | ۷                                        | ۳                                        | ۳۳٪                                      | - | [ ح ]                                    |
| ۶۳                                       | فرهاد مجیدی                              | ایران                                    | ۱۲ دی ۱۳۹۸                               | ۱۳ شهریور ۱۳۹۹                           | ۲۱                                       | ۹                                        | ۸                                        | ۴                                        | ۳۸                                       | ۲۴                                       | ۴۳٪                                      | - | [ ۴۱ ]                                   |
| ۶۴                                       | مجید نامجومطلق                           | ایران                                    | ۱۶ شهریور ۱۳۹۹                           | ۵ مهر ۱۳۹۹                               | ۳                                        | ۱                                        | ۱                                        | ۱                                        | ۵                                        | ۳                                        | ۳۳٪                                      | - | [ ۴۲ ]                                   |
| ۶۵                                       | محمود فکری                               | ایران                                    | ۱۶ مهر ۱۳۹۹                              | ۱۲ اسفند ۱۳۹۹                            | ۱۶                                       | ۷                                        | ۶                                        | ۳                                        | ۱۹                                       | ۱۲                                       | ۴۳٪                                      | - | [ ۴۳ ] [ ۴۴ ]                            |
| ۶۶                                       | فرهاد مجیدی                              | ایران                                    | ۱۳ اسفند ۱۳۹۹                            | ۱۱ خرداد ۱۴۰۱                            | ۵۹                                       | ۳۵                                       | ۱۹                                       | ۵                                        | ۷۴                                       | ۳۴                                       | ۵۹٪                                      | لیگ برتر: ۰۱–۱۴۰۰                                                                                                 | [ ۴۵ ]                                   |
| ۶۷                                       | ریکاردو ساپینتو                          | پرتغال                                   | ۳۱ خرداد ۱۴۰۱                            | ۱۷ خرداد ۱۴۰۲                            | ۳۶                                       | ۲۳                                       | ۸                                        | ۵                                        | ۶۳                                       | ۲۵                                       | ۶۴٪                                      | سوپر جام ایران:۱۴۰۱                                                                                               | [۴۶]                                     |
| ۶۸                                       | جواد نکونام                              | ایران                                    | ۳۰ خرداد ۱۴۰۲                            | ۱۰ مهر ۱۴۰۳                              | ۳۸                                       | ۲۱                                       | ۱۲                                       | ۵                                        | ۴۹                                       | ۲۸                                       | ۵۵٪                                      | - | [ ۴۷ ]                                   |
| ۶۹                                       | سهراب بختیاری زاده                       | ایران                                    | ۱۰ مهر ۱۴۰۳                              | ۲۷ مهر ۱۴۰۳                              | ۳                                        | ۱                                        | ۰                                        | ۲                                        | ۲                                        | ۵                                        | ۳۳٪                                      | - | [ ۴۸ ]                                   |
| ۷۰                                       | پیتسو موسیمانه                           | آفریقای جنوبی                            | ۲۷ مهر ۱۴۰۳                              | ۹ بهمن ۱۴۰۳                              | ۱۴                                       | ۳                                        | ۷                                        | ۴                                        | ۹                                        | ۱۳                                       | ۲۱٪                                      | ‌ - | [ ۴۹ ]                                   |
| ۷۱                                       | سهراب بختیاری زاده                       | ایران                                    | ۹ بهمن ۱۴۰۳                              | ۲ اسفند ۱۴۰۳                             | ۵                                        | ۳                                        | ۲                                        | ۰                                        | ۷                                        | ۲                                        | ۶۰٪                                      | - | [ ۵۰ ]                                   |
| ۷۲                                       | محمد نوازی                               | ایران                                    | ۲ اسفند ۱۴۰۳                             | ۸ اسفند ۱۴۰۳                             | ۱                                        | ۱                                        | ۰                                        | ۰                                        | ۱                                        | ۰                                        | ۱۰۰٪                                     | - | [ ۵۱ ]                                   |
| ۷۳                                       | میودراگ بوژوویچ                          | مونته‌نگرو                                | ۸ اسفند ۱۴۰۳                             | ۳ اردیبهشت ۱۴۰۴                          | ۹                                        | ۰                                        | ۵                                        | ۴                                        | ۷                                        | ۱۳                                       | ۰٪                                       | - | [ ۵۲ ]                                   |
| ۷۴                                       | مجتبی جباری                              | ایران                                    | ۳ اردیبهشت ۱۴۰۴                          | ۲ تیر ۱۴۰۴                               | ۶                                        | ۴                                        | ۱                                        | ۱                                        | ۱۰                                       | ۴                                        | ۶۶٪                                      | جام حذفی ایران: ۰۴–۱۴۰۳                                                                                           | [ ۵۳ ]                                   |
| ۷۵                                       | ریکاردو ساپینتو                          | پرتغال                                   | ۲ تیر ۱۴۰۴                               | تاکنون                                   | ۰                                        | ۰                                        | ۰                                        | ۰                                        | ۰                                        | ۰                                        | ۰٪                                       | | [ ۵۴ ]                                   |

1. ↑  کوزه‌کنانی در تابستان ۱۳۵۰ و در زمانی که رایکوف در خارج از ایران به مرخصی رفته بود هدایت تیم را در مسابقات مقدماتی جام منطقه‌ای ۱۳۵۰ بر عهده داشت. برای اطلاعات بیشتر باشگاه فوتبال تاج تهران در فصل ۱۳۵۰ مطالعه شود.
2. ↑  دانایی‌فرد در پی اخراج رایکوف در هفته بیست و ششم جام تخت جمشید ۱۳۵۵ به‌طور موقت و تا پایان بازی‌ها هدایت تیم را بر عهده گرفت. برای اطلاعات بیشتر باشگاه فوتبال تاج تهران در فصل ۵۵–۱۳۵۴ مطالعه شود.
3. ↑  پورحیدری در ابتدای سال ۱۳۵۸ برای مدت کوتاهی و در چند دیدار دوستانه از جمله ۹ بازی جام شهید اسپندی سرمربی استقلال بود. برای اطلاعات بیشتر باشگاه فوتبال استقلال تهران در فصل ۱۳۵۸ مطالعه شود.
4. ↑  حجازی در این مدت علاوه بر مربی‌گری کاپیتان و دروازه‌بان استقلال نیز بود. برای اطلاعات بیشتر باشگاه فوتبال استقلال تهران در فصل ۱۳۶۱ مطالعه شود.
5. ↑  عسگرزاده تنها برای ۱۵ روز مربی استقلال بود و هیچگاه به عنوان مربی حتی در بازی‌های دوستانه بر روی نیمکت استقلال ننشست. برای اطلاعات بیشتر باشگاه فوتبال استقلال تهران در فصل ۱۳۶۳ مطالعه شود.
6. ↑  حجازی برای مدت کوتاهی در ۱۳۶۳ مربی–بازیکن استقلال بود و هیچگاه به عنوان مربی حتی در بازی‌های دوستانه بر روی نیمکت استقلال ننشست. برای اطلاعات بیشتر باشگاه فوتبال استقلال تهران در فصل ۱۳۶۳ مطالعه شود.
7. ↑  حبیبی تنها برای ۴۵ روز مربی استقلال بود و هیچگاه به عنوان مربی حتی در بازی‌های دوستانه بر روی نیمکت استقلال ننشست. برای اطلاعات بیشتر باشگاه فوتبال استقلال تهران در فصل ۱۳۶۴ مطالعه شود.
8. ↑  بعد از استعفای استراماچونی از سمت سرمربی‌گری، استقلال در ۳ بازی لیگ برتر بدون سرمربی به میدان رفت. برای اطلاعات بیشتر باشگاه فوتبال استقلال تهران در فصل ۹۹–۱۳۹۸ مطالعه شود.

## فهرست مربیان بر پایه جام

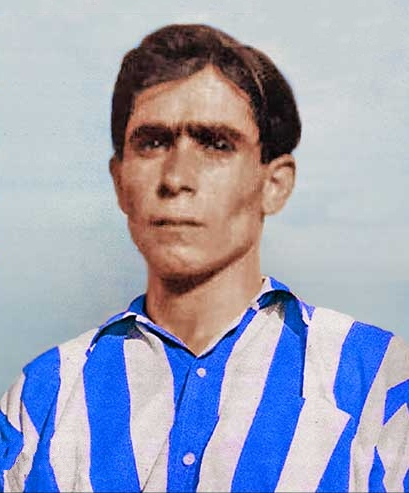
علی دانایی‌فرد نخستین مربی تاریخ باشگاه استقلال بود؛ او رکورددار دوران مربی‌گری به مدت ۲۲ سال و رکورددار تعداد جام‌های برده با ۱۳ جام رسمی است.

| مربیانی که موفق به کسب جام رسمی با استقلال شده‌اند. | مربیانی که موفق به کسب جام رسمی با استقلال شده‌اند.                                  | مربیانی که موفق به کسب جام رسمی با استقلال شده‌اند. | مربیانی که موفق به کسب جام رسمی با استقلال شده‌اند. | مربیانی که موفق به کسب جام رسمی با استقلال شده‌اند. | مربیانی که موفق به کسب جام رسمی با استقلال شده‌اند. | مربیانی که موفق به کسب جام رسمی با استقلال شده‌اند. | مربیانی که موفق به کسب جام رسمی با استقلال شده‌اند. | مربیانی که موفق به کسب جام رسمی با استقلال شده‌اند. | مربیانی که موفق به کسب جام رسمی با استقلال شده‌اند. |
| نام                                                | دوران                                                                               | جام‌ها                                              | جام‌ها                                              | جام‌ها                                              | جام‌ها                                              | جام‌ها                                              | جام‌ها                                              | جام‌ها                                              | جام‌ها                                              |
| نام                                                | دوران                                                                               | داخلی                                              | داخلی                                              | داخلی                                              | داخلی                                              | داخلی                                              | داخلی                                              | آسیایی                                             | جمع                                                |
| نام                                                | دوران                                                                               | کشوری                                              | کشوری                                              | کشوری                                              | استانی (بالاترین سطح)                              | استانی (بالاترین سطح)                              | استانی (بالاترین سطح)                              | آسیایی                                             | جمع                                                |
| نام                                                | دوران                                                                               | لیگ‌های سراسری ایران                                | جام حذفی ایران                                     | سوپر جام ایران                                     | جام باشگاه‌های تهران                                | جام حذفی تهران                                     | سوپر جام تهران                                     | لیگ قهرمانان آسیا                                  | جمع                                                |
| -------------------------------------------------- | ----------------------------------------------------------------------------------- | -------------------------------------------------- | -------------------------------------------------- | -------------------------------------------------- | -------------------------------------------------- | -------------------------------------------------- | -------------------------------------------------- | -------------------------------------------------- | -------------------------------------------------- |
| علی دانایی‌فرد                                      | ۱۳۳۲–۱۳۲۴۱۳۴۶–۱۳۳۳۱۳۴۸–۱۳۴۷۱۳۵۵ (مربی موقت)                                         | ۱                                                  | ۰                                                  | ۰                                                  | ۸                                                  | ۴                                                  | ۰                                                  | ۰                                                  | ۱۳                                                 |
| منصور پورحیدری                                     | ۱۳۵۸۱۳۶۰–۱۳۵۹۱۳۶۳–۱۳۶۲۱۳۶۵–۱۳۶۴۱۳۶۷–۱۳۶۵۱۳۷۱–۱۳۶۸۱۳۷۵–۱۳۷۴۱۳۸۱–۱۳۷۸۱۳۸۲ (مربی موقت) | ۲                                                  | ۲                                                  | ۰                                                  | ۳                                                  | ۰                                                  | ۰                                                  | ۱                                                  | ۸                                                  |
| زدراکو رایکوف                                      | ۱۳۵۰–۱۳۴۸۱۳۵۵–۱۳۵۰                                                                  | ۲                                                  | ۰                                                  | ۰                                                  | ۲                                                  | ۰                                                  | ۰                                                  | ۱                                                  | ۵                                                  |
| امیر قلعه‌نویی                                      | ۱۳۸۱ (مربی موقت)۱۳۸۵–۱۳۸۲۱۳۸۸–۱۳۸۷۱۳۹۴–۱۳۹۱                                         | ۳                                                  | ۲                                                  | ۰                                                  | ۰                                                  | ۰                                                  | ۰                                                  | ۰                                                  | ۵                                                  |
| ناصر حجازی                                         | ۱۳۶۲–۱۳۶۱۱۳۶۳۱۳۷۸–۱۳۷۵۱۳۸۶                                                          | ۱                                                  | ۰                                                  | ۰                                                  | ۰                                                  | ۰                                                  | ۰                                                  | ۰                                                  | ۱                                                  |
| فرهاد مجیدی                                        | ۱۳۹۸ (مربی موقت)۱۳۹۹–۱۳۹۸۱۴۰۱–۱۳۹۹                                                  | ۱                                                  | ۰                                                  | ۰                                                  | ۰                                                  | ۰                                                  | ۰                                                  | ۰                                                  | ۱                                                  |
| ولادمیر جکیچ                                       | ۱۳۵۷–۱۳۵۵                                                                           | ۰                                                  | ۱                                                  | ۰                                                  | ۰                                                  | ۰                                                  | ۰                                                  | ۰                                                  | ۱                                                  |
| پرویز مظلومی                                       | ۱۳۹۱–۱۳۸۹۱۳۹۵–۱۳۹۴                                                                  | ۰                                                  | ۱                                                  | ۰                                                  | ۰                                                  | ۰                                                  | ۰                                                  | ۰                                                  | ۱                                                  |
| وینفرید شفر                                        | ۱۳۹۸–۱۳۹۶                                                                           | ۰                                                  | ۱                                                  | ۰                                                  | ۰                                                  | ۰                                                  | ۰                                                  | ۰                                                  | ۱                                                  |
| مجتبی جباری                                        | ۱۴۰۴ (مربی موقت)                                                                    | ۰                                                  | ۱                                                  | ۰                                                  | ۰                                                  | ۰                                                  | ۰                                                  | ۰                                                  | ۱                                                  |
| ریکاردو سا پینتو                                   | ۱۴۰۲–۱۴۰۱۱۴۰۴–تاکنون                                                                | ۰                                                  | ۰                                                  | ۱                                                  | ۰                                                  | ۰                                                  | ۰                                                  | ۰                                                  | ۱                                                  |
| رضا نعلچگر                                         | ۱۳۷۳                                                                                | ۰                                                  | ۰                                                  | ۰                                                  | ۰                                                  | ۰                                                  | ۱                                                  | ۰                                                  | ۱                                                  |
| مجموع                                              | مجموع                                                                               | ۱۰                                                 | ۸                                                  | ۱                                                  | ۱۳                                                 | ۴                                                  | ۱                                                  | ۲                                                  | ۳۹                                                 |

## تفکیک عملکرد مربیان استقلال

### حداقل ۳۰۰ بازی
| منصور پورحیدری      |      |     |       |      |     |     |       |        |
| عنوان               | بازی | برد | مساوی | باخت | گ.ز | گ.خ | تفاضل | امتیاز |
| لیگ باشگاهی ایران   | ۱۳۹  | ۷۲  | ۴۴    | ۲۳   | ۲۲۸ | ۱۱۱ | ۱۱۷   | ۲۶۰    |
| جام باشگاههای تهران | ۱۰۰  | ۶۹  | ۲۲    | ۹    | ۱۶۸ | ۴۶  | ۱۱۲   | ۲۲۹    |
| جام حذفی ایران      | ۴۶   | ۳۰  | ۱۳    | ۳    | ۸۹  | ۲۸  | ۶۱    | ۱۰۳    |
| رقابتهای آسیایی     | ۳۲   | ۱۷  | ۸     | ۷    | ۶۰  | ۳۵  | ۲۵    | ۵۹     |
| جام حذفی تهران      | ۹    | ۵   | ۱     | ۳    | ۱۷  | ۱۰  | ۷     | ۱۶     |
| جمع                 | ۳۲۶  | ۱۹۳ | ۸۸    | ۴۵   | ۵۲۶ | ۲۳۰ | ۳۲۲   | ۶۶۷    |

### حداقل ۲۰۰ بازی
| امیر قلعه‌نویی     |      |     |       |      |     |     |       |        |
| عنوان             | بازی | برد | مساوی | باخت | گ.ز | گ.خ | تفاضل | امتیاز |
| لیگ برتر          | ۲۱۴  | ۱۱۲ | ۶۶    | ۳۶   | ۳۲۷ | ۱۹۴ | ۱۳۳   | ۴۰۲    |
| جام حذفی ایران    | ۳۰   | ۱۹  | ۶     | ۵    | ۷۱  | ۳۰  | ۴۱    | ۶۳     |
| لیگ قهرمانان آسیا | ۲۴   | ۹   | ۸     | ۷    | ۳۳  | ۲۷  | ۶     | ۳۵     |
| جمع               | ۲۶۸  | ۱۴۰ | ۸۰    | ۴۸   | ۴۳۱ | ۲۵۱ | ۱۸۰   | ۵۰۰    |

### حداقل ۱۰۰ بازی
| زدراکو رایکوف       |      |     |       |      |     |     |       |         |
| عنوان               | بازی | برد | مساوی | باخت | گ.ز | گ.خ | تفاضل | امتیاز* |
| لیگ تخت جمشید       | ۱۰۰  | ۵۱  | ۳۳    | ۱۶   | ۱۳۲ | ۶۶  | ۶۶    | ۱۸۶     |
| لیگ منطقه‌ای         | ۱۹   | ۱۲  | ۲     | ۵    | ۳۹  | ۱۷  | ۲۲    | ۳۸      |
| مقدماتی لیگ منطقه‌ای | ۳    | ۳چ  | ۰     | ۰    | ۵   | ۱   | ۴     | ۹       |
| جام باشگاههای تهران | ۳۶   | ۲۹  | ۷     | ۰    | ۷۹  | ۱۸  | ۶۱    | ۹۴      |
| جام باشگاههای آسیا  | ۱۰   | ۷   | ۱     | ۲    | ۲۰  | ۹   | ۱۱    | ۲۲      |
| جام حذفی تهران      | ۶    | ۵   | ۰     | ۱    | ۱۶  | ۴   | ۱۲    | ۱۵      |
| جام حذفی ایران      | ۱    | ۰   | ۱     | ۰    | ۱   | ۱   | ۰     | ۱       |
| جمع                 | ۱۷۵  | ۱۰۷ | ۴۴    | ۲۴   | ۲۹۲ | ۱۱۶ | ۱۷۶   | ۳۶۵     |

| پرویز مظلومی      |      |     |       |      |     |     |       |        |
| عنوان             | بازی | برد | مساوی | باخت | گ.ز | گ.خ | تفاضل | امتیاز |
| لیگ برتر          | ۹۸   | ۵۰  | ۳۳    | ۱۵   | ۱۵۶ | ۹۶  | ۶۰    | ۱۸۳    |
| جام حذفی ایران    | ۱۴   | ۱۰  | ۳     | ۱    | ۳۰  | ۸   | ۲۲    | ۳۳     |
| لیگ قهرمانان آسیا | ۱۵   | ۷   | ۴     | ۴    | ۲۴  | ۱۶  | ۸     | ۲۵     |
| جمع               | ۱۲۷  | ۶۷  | ۴۰    | ۲۰   | ۲۱۰ | ۱۲۰ | ۹۰    | ۲۴۱    |

| ناصر حجازی          |      |     |       |      |     |     |       |        |
| عنوان               | بازی | برد | مساوی | باخت | گ.ز | گ.خ | تفاضل | امتیاز |
| لیگ آزادگان         | ۶۹   | ۳۳  | ۲۲    | ۱۴   | ۱۰۴ | ۶۴  | ۴۰    | ۱۲۱    |
| لیگ برتر            | ۱۴   | ۵   | ۵     | ۴    | ۲۱  | ۱۹  | ۲     | ۲۰     |
| جام حذفی ایران      | ۷    | ۳   | ۳     | ۱    | ۱۷  | ۶   | ۱۱    | ۱۲     |
| جام باشگاههای آسیا  | ۷    | ۴   | ۱     | ۲    | ۱۱  | ۸   | ۳     | ۱۳     |
| جام در جام آسیا     | ۲    | ۰   | ۱     | ۱    | ۰   | ۱   | ۱-    | ۱      |
| جام باشگاههای تهران | ۳    | ۰   | ۳     | ۰    | ۵   | ۵   | ۰     | ۳      |
| جام حذفی تهران      | ۳    | ۲   | ۱     | ۰    | ۵   | ۱   | ۴     | ۷      |
| جمع                 | ۱۰۵  | ۴۷  | ۳۶    | ۲۲   | ۱۶۳ | ۱۰۴ | ۵۹    | ۱۷۷    |

### حداقل ۵۰ بازی
| فرهاد مجیدی       |      |     |       |      |     |     |       |        |
| عنوان             | بازی | برد | مساوی | باخت | گ.ز | گ.خ | تفاضل | امتیاز |
| لیگ برتر          | ۵۹   | ۳۵  | ۱۹    | ۵    | ۸۲  | ۳۴  | ۴۸    | ۱۲۴    |
| لیگ قهرمانان آسیا | ۱۳   | ۶   | ۴     | ۳    | ۲۷  | ۱۵  | ۱۲    | ۲۲     |
| جام حذفی ایران    | ۱۲   | ۵   | ۶     | ۱    | ۱۴  | ۹   | ۵     | ۲۱     |
| جمع               | ۸۴   | ۴۶  | ۲۹    | ۹    | ۱۲۳ | ۵۸  | ۶۵    | ۱۶۷    |

| عبدالصمد مرفاوی   |      |     |       |      |     |     |       |        |
| عنوان             | بازی | برد | مساوی | باخت | گ.ز | گ.خ | تفاضل | امتیاز |
| لیگ برتر          | ۶۴   | ۳۰  | ۲۱    | ۱۳   | ۸۸  | ۶۲  | ۲۶    | ۱۱۱    |
| جام حذفی ایران    | ۳    | ۱   | ۰     | ۲    | ۱۷  | ۷   | ۱۰    | ۳      |
| لیگ قهرمانان آسیا | ۷    | ۳   | ۲     | ۲    | ۱۱  | ۸   | ۳     | ۱۱     |
| جمع               | ۷۴   | ۳۴  | ۲۳    | ۱۷   | ۱۱۶ | ۷۷  | ۳۹    | ۱۲۵    |

| وینفرید شفر       |      |     |       |      |     |     |       |        |
| عنوان             | بازی | برد | مساوی | باخت | گ.ز | گ.خ | تفاضل | امتیاز |
| لیگ برتر          | ۴۹   | ۲۷  | ۱۵    | ۷    | ۷۳  | ۲۰  | ۵۳    | ۹۶     |
| جام حذفی ایران    | ۶    | ۵   | ۱     | ۰    | ۱۱  | ۴   | ۷     | ۱۶     |
| لیگ قهرمانان آسیا | ۱۴   | ۵   | ۵     | ۴    | ۱۸  | ۱۸  | ۰     | ۳۵     |
| جمع               | ۶۹   | ۳۷  | ۲۱    | ۱۱   | ۱۰۲ | ۴۲  | ۶۰    | ۱۴۷    |

| یوگنی سکوموروخوف |      |     |       |      |     |     |       |        |
| عنوان            | بازی | برد | مساوی | باخت | گ.ز | گ.خ | تفاضل | امتیاز |
| لیگ آزادگان      | ۱۸   | ۱۰  | ۶     | ۲    | ۲۴  | ۱۱  | ۱۳    | ۳۶     |
| جام حذفی ایران   | ۱۰   | ۳   | ۲     | ۵    | ۱۱  | ۵   | ۶     | ۱۱     |
| لیگ دسته سه      | ۲۴   | ۱۶  | ۶     | ۲    | ۴۵  | ۱۵  | ۳۰    | ۵۴     |
| جمع              | ۵۲   | ۲۹  | ۱۴    | ۹    | ۸۰  | ۳۱  | ۴۹    | ۱۰۱    |

| علیرضا منصوریان   |      |     |       |      |     |     |       |        |
| عنوان             | بازی | برد | مساوی | باخت | گ.ز | گ.خ | تفاضل | امتیاز |
| لیگ برتر          | ۳۷   | ۱۷  | ۱۱    | ۹    | ۴۷  | ۳۴  | ۱۳    | ۶۲     |
| جام حذفی ایران    | ۵    | ۳   | ۱     | ۱    | ۷   | ۴   | ۳     | ۱۰     |
| لیگ قهرمانان آسیا | ۹    | ۴   | ۳     | ۲    | ۱۲  | ۱۱  | ۱     | ۱۵     |
| جمع               | ۵۱   | ۲۴  | ۱۵    | ۱۲   | ۶۶  | ۴۹  | ۱۷    | ۸۷     |

### زیر ۵۰ بازی
| ولادمیر جکیچ   |      |     |       |      |     |     |       |         |
| عنوان          | بازی | برد | مساوی | باخت | گ.ز | گ.خ | تفاضل | امتیاز* |
| لیگ تخت جمشید  | ۴۲   | ۲۱  | ۱۰    | ۱۱   | ۴۴  | ۲۹  | ۱۵    | ۷۳      |
| جام حذفی ایران | ۵    | ۴   | ۱     | ۰    | ۷   | ۲   | ۵     | ۱۳      |
| جمع            | ۴۷   | ۲۵  | ۱۱    | ۱۱   | ۵۱  | ۳۱  | ۲۰    | ۸۶      |

| جواد نکونام     |      |     |       |      |     |     |       |        |
| عنوان           | بازی | برد | مساوی | باخت | گ.ز | گ.خ | تفاضل | امتیاز |
| لیگ برتر        | ۳۵   | ۲۰  | ۱۲    | ۳    | ۴۶  | ۲۴  | ۲۲    | ۷۲     |
| جام حذفی ایران  | ۱    | ۰   | ۰     | ۱    | ۰   | ۲   | ۲–    | ۰      |
| لیگ نخبگان آسیا | ۲    | ۱   | ۰     | ۱    | ۳   | ۲   | ۱     | ۳      |
| جمع             | ۳۸   | ۲۱  | ۱۲    | ۵    | ۴۹  | ۲۸  | ۲۱    | ۷۵     |

| ریکاردو ساپینتو |      |     |       |      |     |     |       |        |
| عنوان           | بازی | برد | مساوی | باخت | گ.ز | گ.خ | تفاضل | امتیاز |
| لیگ برتر        | ۳۰   | ۱۸  | ۸     | ۴    | ۵۲  | ۲۲  | ۳۰    | ۶۲     |
| جام حذفی ایران  | ۵    | ۴   | ۰     | ۱    | ۱۰  | ۳   | ۷     | ۱۲     |
| سوپر جام ایران  | ۱    | ۱   | ۰     | ۰    | ۱   | ۰   | ۱     | ۳      |
| جمع             | ۳۶   | ۲۳  | ۸     | ۵    | ۶۳  | ۲۵  | ۳۸    | ۷۷     |

| رولاند کخ         |      |     |       |      |     |     |       |        |
| عنوان             | بازی | برد | مساوی | باخت | گ.ز | گ.خ | تفاضل | امتیاز |
| لیگ برتر          | ۱۸   | ۷   | ۷     | ۴    | ۲۴  | ۱۸  | ۶     | ۲۸     |
| جام حذفی ایران    | ۳    | ۲   | ۰     | ۱    | ۴   | ۴   | ۰     | ۶      |
| لیگ قهرمانان آسیا | ۷    | ۴   | ۰     | ۳    | ۱۰  | ۹   | ۱     | ۱۲     |
| جمع               | ۲۸   | ۱۳  | ۷     | ۸    | ۳۸  | ۳۱  | ۷     | ۴۶     |

| عباس رضوی           |      |     |       |      |     |     |       |        |
| عنوان               | بازی | برد | مساوی | باخت | گ.ز | گ.خ | تفاضل | امتیاز |
| جام باشگاههای تهران | ۲۱   | ۱۱  | ۷     | ۳    | ۴۴  | ۱۴  | ۳۰    | ۴۰     |
| جام حذفی تهران      | ۳    | ۲   | ۰     | ۱    | ۴   | ۲   | ۲     | ۶      |
| جمع                 | ۲۴   | ۱۳  | ۷     | ۴    | ۴۸  | ۱۶  | ۳۲    | ۴۶     |

| فیروز کریمی    |      |     |       |      |     |     |       |        |
| عنوان          | بازی | برد | مساوی | باخت | گ.ز | گ.خ | تفاضل | امتیاز |
| لیگ برتر       | ۱۹   | ۶   | ۵     | ۸    | ۲۲  | ۲۳  | ۱-    | ۲۳     |
| جام حذفی ایران | ۲    | ۰   | ۲     | ۰    | ۳   | ۳   | ۰     | ۲      |
| جمع            | ۲۱   | ۶   | ۷     | ۸    | ۲۵  | ۲۶  | ۱-    | ۲۵     |

| بیژن ذوالفقارنسب |      |     |       |      |     |     |       |        |
| عنوان            | بازی | برد | مساوی | باخت | گ.ز | گ.خ | تفاضل | امتیاز |
| لیگ آزادگان      | ۱۴   | ۴   | ۸     | ۲    | ۱۰  | ۸   | ۲     | ۲۰     |
| سوپر جام تهران   | ۷    | ۰   | ۵     | ۲    | ۶   | ۱۰  | ۴-    | ۵      |
| جمع              | ۲۱   | ۴   | ۱۳    | ۴    | ۱۶  | ۱۸  | ۲-    | ۲۵     |

### زیر ۲۰ بازی
| غلامحسین مظلومی     |      |     |       |      |     |     |       |        |
| عنوان               | بازی | برد | مساوی | باخت | گ.ز | گ.خ | تفاضل | امتیاز |
| جام باشگاههای تهران | ۱۰   | ۴   | ۵     | ۱    | ۱۱  | ۸   | ۲     | ۱۷     |
| جام حذفی ایران      | ۷    | ۶   | ۱     | ۰    | ۲۲  | ۳   | ۱۹    | ۱۹     |
| جمع                 | ۱۷   | ۱۰  | ۶     | ۱    | ۳۳  | ۱۱  | ۲۱    | ۳۶     |

| محمود فکری |      |     |       |      |     |     |       |        |
| عنوان      | بازی | برد | مساوی | باخت | گ.ز | گ.خ | تفاضل | امتیاز |
| لیگ برتر   | ۱۶   | ۷   | ۶     | ۳    | ۱۹  | ۱۲  | ۷     | ۲۷     |

| نصرالله عبداللهی |      |     |       |      |     |     |       |        |
| عنوان            | بازی | برد | مساوی | باخت | گ.ز | گ.خ | تفاضل | امتیاز |
| لیگ آزادگان      | ۱۶   | ۷   | ۶     | ۳    | ۱۷  | ۱۲  | ۵     | ۲۷     |

| آندره‌آ استراماچونی |      |     |       |      |     |     |       |        |
| عنوان              | بازی | برد | مساوی | باخت | گ.ز | گ.خ | تفاضل | امتیاز |
| لیگ برتر           | ۱۳   | ۷   | ۴     | ۲    | ۲۶  | ۱۲  | ۱۴    | ۲۵     |
| جام حذفی ایران     | ۲    | ۲   | ۰     | ۰    | ۶   | ۱   | ۵     | ۶      |
| جمع                | ۱۵   | ۹   | ۴     | ۲    | ۳۲  | ۱۳  | ۱۹    | ۳۱     |

| پیتسو موسیمانه  |      |     |       |      |     |     |       |        |
| عنوان           | بازی | برد | مساوی | باخت | گ.ز | گ.خ | تفاضل | امتیاز |
| لیگ برتر        | ۱۰   | ۲   | ۵     | ۳    | ۶   | ۸   | ۲–    | ۱۱     |
| جام حذفی ایران  | ۱    | ۱   | ۰     | ۰    | ۱   | ۰   | ۱     | ۳      |
| لیگ نخبگان آسیا | ۳    | ۰   | ۲     | ۱    | ۲   | ۵   | ۳–    | ۲      |
| جمع             | ۱۴   | ۳   | ۷     | ۴    | ۹   | ۱۳  | ۴–    | ۱۶     |

| محمد صلاحی          |      |     |       |      |     |     |       |        |
| عنوان               | بازی | برد | مساوی | باخت | گ.ز | گ.خ | تفاضل | امتیاز |
| لیگ قدس             | ۸    | ۷   | ۱     | ۰    | ۲۰  | ۵   | ۱۵    | ۲۲     |
| جام باشگاههای تهران | ۵    | ۳   | ۲     | ۰    | ۵   | ۲   | ۳     | ۱۱     |
| جمع                 | ۱۳   | ۱۰  | ۳     | ۰    | ۲۵  | ۷   | ۱۸    | ۳۳     |

### زیر ۱۰ بازی
| میودراگ بوژوویچ |      |     |       |      |     |     |       |        |
| عنوان           | بازی | برد | مساوی | باخت | گ.ز | گ.خ | تفاضل | امتیاز |
| لیگ برتر        | ۷    | ۰   | ۴     | ۳    | ۷   | ۱۰  | ۳–    | ۴      |
| لیگ نخبگان آسیا | ۲    | ۰   | ۱     | ۱    | ۰   | ۳   | ۳–    | ۱      |
| جمع             | ۹    | ۰   | ۵     | ۴    | ۷   | ۱۳  | ۶–    | ۵      |

| سهراب بختیاری‌زاده |      |     |       |      |     |     |       |        |
| عنوان             | بازی | برد | مساوی | باخت | گ.ز | گ.خ | تفاضل | امتیاز |
| لیگ برتر          | ۴    | ۲   | ۱     | ۱    | ۴   | ۴   | ۰     | ۷      |
| جام حذفی ایران    | ۱    | ۱   | ۰     | ۰    | ۲   | ۱   | ۱     | ۳      |
| لیگ نخبگان آسیا   | ۳    | ۱   | ۱     | ۱    | ۳   | ۲   | ۱     | ۴      |
| جمع               | ۸    | ۴   | ۲     | ۲    | ۹   | ۷   | ۲     | ۱۴     |

| اصغر شرفی           |      |     |       |      |     |     |       |        |
| عنوان               | بازی | برد | مساوی | باخت | گ.ز | گ.خ | تفاضل | امتیاز |
| جام باشگاههای تهران | ۶    | ۵   | ۱     | ۰    | ۱۶  | ۲   | ۱۴    | ۱۶     |

| مجتبی جباری    |      |     |       |      |     |     |       |        |
| عنوان          | بازی | برد | مساوی | باخت | گ.ز | گ.خ | تفاضل | امتیاز |
| لیگ برتر       | ۳    | ۱   | ۱     | ۱    | ۶   | ۴   | ۲     | ۴      |
| جام حذفی ایران | ۳    | ۳   | ۰     | ۰    | ۴   | ۰   | ۴     | ۹      |
| جمع            | ۶    | ۴   | ۱     | ۱    | ۱۰  | ۴   | ۶     | ۱۳     |

| محمد رنجبر          |      |     |       |      |     |     |       |        |
| عنوان               | بازی | برد | مساوی | باخت | گ.ز | گ.خ | تفاضل | امتیاز |
| جام باشگاههای تهران | ۵    | ۲   | ۲     | ۱    | ۵   | ۴   | ۱     | ۸      |

| رضا احدی       |      |     |       |      |     |     |       |        |
| عنوان          | بازی | برد | مساوی | باخت | گ.ز | گ.خ | تفاضل | امتیاز |
| جام حذفی ایران | ۵    | ۲   | ۱     | ۲    | ۱۰  | ۷   | ۳     | ۷      |

* در این پنج بازی تیم دوم استقلال به میدان رفت ولی چون جزو بازیهای رسمی بوده است جزو آمار مربیان محاسبه میشود.
| مجید نامجومطلق    |      |     |       |      |     |     |       |        |
| عنوان             | بازی | برد | مساوی | باخت | گ.ز | گ.خ | تفاضل | امتیاز |
| لیگ قهرمانان آسیا | ۳    | ۱   | ۱     | ۱    | ۵   | ۳   | ۲     | ۴      |

## مهمترین اخراج‌های مربیان در تاریخ باشگاه
| #  | نام مربی           | تاریخ اخراج یا پایان همکاری | توضیحات |
| -- | ------------------ | --------------------------- | --- |
| ۱  | آندره‌آ استراماچونی | ۱۷ آذر ۱۳۹۸                 | در پی پرداخت نامتعارف حقوق و دیگر مشکلاتی که با هیت مدیره وقت داشت این مربی پس از فسخ قرارداد از استقلال جدا شد                               |
| ۲  | وینفرد شفر         | ۹ اردیبهشت ۱۳۹۸             | در حالی که پنج بازی استقلال در فصل مانده بود شفر اخراج شد (۳ بازی در لیگ برتر و ۲ بازی در لیگ قهرمانان)                                       |
| ۳  | علیرضا منصوریان    | ۲۹ شهریور ۱۳۹۶              | منصوریان پس از هشت بازی اخراج شد (لیگ ۷ - جام حذفی ۱) زود هنگام ترین اخراج بین مربیان استقلال                                                 |
| ۴  | ناصر حجازی         | ۳ آذر ۱۳۸۶                  | حجازی پس از پانزده بازی اخراج شد (لیگ ۱۴ - جام حذفی ۱) اخراج حجازی در این فصل هم جالب بود و این مربی چند هفته از روی سکوها تیم را هدایت میکرد |
| ۵  | رولاند کخ          | ۳۱ فروردین ۱۳۸۲             | بعد از باخت برابر برق شیراز و در حالی که ۸ بازی استقلال در لیگ برتر باقی مانده بود اخراج شد                                                   |
| ۶  | یوگنی سکوموروخوف   | ۶ اسفند ۱۳۷۸                | بعد از تساوی برابر فولاد خوزستان و در هشت هفته به پایان لیگ سکوموروخوف اخراج شد و دو روز قبل از دربی ۴۹ باز هم پورحیدری مربی استقلال شد       |
| ۷  | ناصر حجازی         | ۱۹ اردیبهشت ۱۳۷۸            | بعد از باخت برابر سایپا تهران اخراج شد باخت استقلال به سایپا از عجیب‌ترین باختهای تاریخ باشگاه میباشد                                          |
| ۸  | منصور پورحیدری     | ۲۲ آبان ۱۳۷۵                | فتح‌اله‌زاده که که به تازگی به سمت مدیریت استقلال منسوب شده بود چند هفته قبل‌تر اعلام کرده بود قصد تغییر در کادر مربیگری تیم را دارد             |
| ۹  | لئونید بیلفسکی     | ۱ شهریور ۱۳۷۳               | این تاریخ تقریبی میباشد و بیلفسکی بعد از آخرین مربیگریش در تاریخ ۲۱ مرداد ۱۳۷۳ُ، دیگر هرگز بر روی نیمکت استقلال ننشست                          |
| ۱۰ | زدراکو رایکوف      | ۲۹ آبان ۱۳۵۵                | بعد از شکست در برابر نفت آبادان و در چهار هفته به پایان لیگ زدراکو رایکوف اخراج شد                                                            |

## یادداشت
1. ↑  در مورد حضور استقلال در این مسابقات گزارش‌های متفاوتی وجود دارد و در برخی منابع آمده که از ادامه حضور استقلال در این مسابقات جلوگیری شد.
2. ↑  قهرمان نخستین لیگ سراسری فوتبال کشور به نام جام قهرمانی ایران در سال ۱۳۳۶.